# 並木塔子
並木 塔子(吉永 塔子　なみき とうこ、よしなが とうこ　1981年2月4日 - ）は、日本のシンガーソングライター、女優、AV女優。東京都出身。

## 略歴
2016年6月、AVプロダクションのライフプロモーションに応募し、溜池ゴロー専属女優としてデビューした。当時のインタビューでは「ずっと専業主婦でしたし、悶々とした生活を変えるために外に働きに出ようって最初は考えていました。それでインターネットでお仕事を探している時に、たまたま私が所属している事務所のサイトを見つけたんです」と応募動機を語っている。『FRIDAY』『FLASH』『週刊ポスト』や『週刊現代』など数多くの雑誌グラビアを飾るうちに美熟女女優の中でもとりわけ美人と評判になり、デビュー3年目の2018年までに写真集3冊を刊行した。また、同年の城定秀夫監督のR15+作品『恋の豚』出演を機にピンク映画やVシネマへ多数出演している。2019年3月にはテレビ東京の深夜ドラマ『さすらい温泉♨遠藤憲一』に旅館の女将役として、同年7月には平方元のライブにゲストで出演した。
2021年1月末にAV女優業を引退した後は株式会社エアプレイ、ジパング合同会社と提携し、シンガーソングライターや女優として活動する。2021年9月3日にToko名義でマキシシングル『おとといきやがれ』発売。
2024年6月、吉永塔子に改名し、AV女優に復帰。女優業も継続する。
2025年2月17日週FANZA通販フロアランキングにて出演した『マドンナALL専属バスツアー2025 ハーレムを掴み取った男たちが極上の美女を独占！！酒池肉林のお祭りはまだまだ続く！！夢の大共演＆大乱交FESTIVAL！！後編』が初登場8位となる。

## 人物
- 趣味はカメラで主にNikon D5300を使用。毎月、大判ポートレートをファンサイトで公開している[22]。
- 好きな映画監督はゴダール、シュヴァンクマイエル、ロマン・ポランスキー、ジョン・ウォーターズ、園子温、城定秀夫。女優はカトリーヌ･ドヌーヴ、ベティ・デイヴィスなどがお気に入り[23][24]。
- 普段から食事に気を使い、筋トレでスタイルの維持に努めている[25]。2020年春から3ヶ月かけて10kgの減量に成功。
- デビュー時のインタビューでは「普段の自分ではない、ほかの自分になってみたい」[26]と語る。将来の夢は「お芝居がしたい」[27]とも。ストーリー作りなど制作サイドにも関心がある[28]。
- ツイキャスで歌うこともあり[29]、もともとは歌手を目指していた[30][31]。これまで不定期に大和姫呂未とライブを開催している。
- 小学生の時は父親にドアーズや村八分を聴かされていたが[32]、音楽の趣味は新旧・洋邦問わず幅広い[33][34]。
- ファンに聴いて欲しいアルバム[35]は、中島みゆきの『miss M.』、椎名林檎の『無罪モラトリアム』、柴田淳の『オールトの雲』。
- 今まで買った一番高いものはギブソン・レスポール[36]。ライブではアントニオ・サンチェスのエレガットを弾く[37]。
- デビュー前にプロダクションが決めた芸名は「並木りこ」。メーカーのプロデューサーに促されて今の名前を思いついた。由来は漫画『strawberry shortcakes』の主要人物[38]。
- デビュー時に公開した生年月日（1981年2月4日）は、AV業界の慣例によるファンタジー設定。実際は2年若いとAV引退後にTwitterで公表した[39]。

- ピンク映画ベストテンでは2019年と2020年に助演女優賞を受賞[40][41]。キネマ旬報に見開きインタビューが掲載された[6]。
- 『全裸監督 シーズン2』の第7話と第8話では、レンタルビデオ店内に貼られた架空AV女優の宣材写真モデルでエンドロールにクレジットがある[42]。

## 年譜
2016年
- 5月20日に写真週刊誌『FRIDAY』のグラビアに初登場。清楚なルックスで反響を呼ぶ[10][11]。
- 6月13日にデビュー作発売。DMM（現FANZA）のビデオ動画売れ筋作品ランキング・ベスト20で1位[43]。
- 6月から12月の間は東京・大阪・愛知・岐阜・静岡でサインと撮影のイベント[44][45][46][47]を行う。

2017年
- 1月13日に双葉社からファースト写真集『流されゆくままに』(撮影：小澤忠恭[48] )刊行。翌日に秋葉原・書泉ブックタワーにて出版記念サイン会[49]開催。
- 1月20～22日に六本木スペース ビリオン[50]にて写真展[51]開催。本人来場は21日18時。
- 7月28日にラムタラ秋葉原店にてデビュー1周年記念イベント[52]開催。
- 9月25日に彩文館出版からセカンド写真集『幻影』【豪華愛蔵版3000部限定】(撮影：斉木弘吉) 発売[53]。
- 9月30日にトライエックス[54]から2018年カレンダー発売。
- 10月7日に神保町・書泉グランデにて写真集『幻影』発売記念握手会開催[55][56][57]。
- 10月19日に川崎・CLUB CITTA'にて音楽イベント【LADY MADONNA[58]-拡大版-】出演[59][60]。歌った曲は My Little Lover の「Hello, Again ～昔からある場所～」[61][62][63][64]。
- 10月29日に神保町・書泉グランデにて2018年カレンダー発売記念イベント[65]開催。
- 12月5日よりパチンコ・パチスロ 動画サイト Pachi Bee[66]のコラム「こんな塔子で、イイですか[67]」を毎週火曜日更新で書き始める。2020年から隔週更新となり、同年末に連載終了。

2018年
- 4月から9月までアダルトビデオメーカーのマドンナ専属女優[68][69]。
- 6月21日に徳間書店からサード写真集『COUPLE カッポー』【3000部限定】(撮影：篠原潔) 発売。23日に秋葉原・書泉ブックタワーにて出版記念サイン会開催[70][71][72]。
- 8月6日に小学館からデジタル写真集『並木塔子　私の知らない妻』（撮影：西田幸樹、ePubフォーマット、96ページ）発売[73][74][75][76]。
- 8月25日、8月31日、9月9日、9月13日にテアトル新宿にてOP PICTURES+フェス2018[77]・オープニング作品『恋の豚』[78]（監督：城定秀夫、R15+）公開[79]。配役「美津子」[80]でスクリーンデビュー。8月25日と9月13日の上映後に舞台挨拶[81][82][83]。
- 8月28日に歌舞伎町の週プレ酒場にてイベント「真夏の美熟女WEEK」の"週プレ酒BARママ"をつとめる[84][85]。
- 10月3日に阿佐ヶ谷ロフトＡにてトークイベント「映画秘宝プレゼンツ JOJOを称えよ！『恋の豚』『私の奴隷になりなさい 第２章』＆『第３章』公開記念  城定秀夫まつり！」（出演：城定秀夫、百合華[86]、柳下毅一郎、樽本周馬、岩田和明、守屋文雄、並木塔子、しじみ 他）開催[87]。
- 11月から翌年1月までアダルトビデオメーカーのアタッカーズ専属女優[88]。
- 11月27日と12月1日にキネカ大森にて『恋の豚』上映[89]。12月1日の上映後に舞台挨拶[90]。
- 12月21日から27日まで上野オークラ劇場[91]と横浜光音座２[92]にて主演映画『師匠の女将さん いじりいじられ』[93](R18+) 公開[94][95]。22日は上野オークラ劇場で舞台挨拶[96]。登壇者は並木塔子、水川スミレ、生田みく、安藤ヒロキオ、折笠慎也[97]、小滝正大[98]、工藤雅典[99][100]監督と劇場4代目マスコットガール就任のきみと歩実。
- 12月27日に阿佐ヶ谷ロフトＡにてトークイベント「お酒大好き女優・大忘年会」（出演：並木塔子、白木優子、秋山祥子、安田理央）開催[101]。カラオケで歌ったのは椎名林檎の「罪と罰」とモーニング娘の「LOVEマシーン」[102]。

2019年
- テレビ東京で1月16日開始の深夜ドラマ『さすらい温泉♨遠藤憲一』に週替り"湯けむり美女"の1人として出演[103]。Paraviで随時先行配信[104]。放映後1週間はネットもテレ東、TVerで無料配信[105]。出演回は3月13日深夜放映の『第九湯　修善寺温泉～ご令嬢の恋～』[106][107]。
- 2月2日から2月15日にかけて（初日と奇数日に）ポレポレ東中野にて『恋の豚』上映。最終日の15日に舞台挨拶[108]。
- 3月2日に上野オークラ劇場で映画『濡れた愛情 ふしだらに暖めて』[109]の舞台挨拶イベント開催[110][111]。登壇者は主演の小倉由菜、並木塔子、涼南佳奈、那波隆史、脚本家の宍戸英紀[112]、髙原秀和監督[113][114]。封切りは上野オークラ劇場と横浜光音座２で、3月1日から3月7日まで公開。
- 3月25日に小学館からデジタル写真集第２弾『並木塔子　私の知らない妻２』（撮影：西田幸樹、90ページ）発売[115][116][117][118]。
- 3月26日にアップリンク渋谷で『新橋探偵物語』[119][120]20:40回上映終了後にトークイベント開催[121]。登壇者は並木塔子、城定秀夫監督、長野こうへい[122]、横山翔一監督。
- 5月5日に上野オークラ劇場で開催された第31回ピンク大賞表彰式において、出演作『世界で一番美しいメス豚ちゃん』[123]が最優秀作品賞を受賞。出演者、スタッフの一員として登壇[124]。
- 6月18日に六本木BIRDLAND[125]にて平方元と音楽イベント【ミルジェネ「美女と野獣 -Beauty and the Beast-」vol.16 with 並木塔子】開催[126] 。
- 7月3日にポニーキャニオンから『さすらい温泉♨遠藤憲一』DVD-BOX発売（特典映像の出演：遠藤憲一、松野井雅、岩本和子、並木塔子、栗林里莉、西野翔）[127]。
- 7月22日に六本木BIRDLANDにて平方元、AIKAと音楽イベント【ミルジェネ 美女と野獣LIVE特別版「美女と美女と野獣」】開催[128][129][130]。
- 8月2日にハピネットから主演オリジナルビデオ『農家に嫁いだ女 熟れた果実』[131]（監督・脚本：貝原クリス亮[132][133]、R15+、助演：相澤ゆりな）リリース[134][135]。
- 8月9日から8月15日までシネロマン池袋[136]にて主演映画『憂なき男たちよ 快楽に浸かるがいい。』[137]（監督：松岡邦彦[138]、脚本：金田敬、R18+、配給：エクセスフィルム）初公開[139][140]。他の出演は黒川すみれ、しのざきさとみ[141][142]、柳東史、太三[143]、安藤ヒロキオ、吉田祐建、小林節彦[144]。9月1日よりエクセス動画で配信中[145]。
- 8月11日に上野オークラ劇場で映画『変態怪談 し放題され放題』[146]の先行上映と舞台挨拶[147]。登壇者は星川凛々花（主演）、玉木くるみ、並木塔子、安藤ヒロキオ、森羅万象と山内大輔監督。映画公開は同劇場と横浜光音座２で8月16日から8月29日まで。
- 8月23日から9月5日までテアトル新宿にて【OP PICTURES+フェス2019】開催[148]。8月23日と9月1日の18:50より『濡れた愛情 ふしだらに暖めて』のR15+版『いつか…』の上映と舞台挨拶。
- 9月2日にスターボード[149]から出演映画『恋の豚』[150]DVD発売[151]。
- 9月13日から9月19日まで上野オークラ劇場と横浜光音座２で主演映画『爛れた関係　猫股のオンナ』[152]（監督：工藤雅典、脚本：橘満八／工藤雅典）公開。他の出演は竹本泰志[153]、相沢みなみ、長谷川千紗[154]、佐々木麻由子[155]。
- 10月24日に川崎・CLUB CITTA'にて音楽イベント【LADY MADONNA -拡大版-】出演[156][157][158]。歌ったのはオリジナル曲「晴れた日」[159][160]。
- 11月2日に竹書房から主演オリジナルビデオ『温泉童貞～快楽源泉かけ流し～』[161]（監督・脚本：小淵アキラ[162]、R15+、他の出演：大吉裕翔[163]、小原康子[164]、渡辺理、宇羅げん[165]、海空花、橘秀樹[166]、徳花美紀[167]、三島奈津子、新垣ことり[168]）リリース[169]。
- 11月9日にキネカ大森にて『まん・なか ーYou’re My Rockー』[170]上映後に涼南佳奈、作家のうかみ綾乃[171]、髙原秀和監督とトークイベント出演[172]。
- 11月30日に渋谷ROTT[173]にて大和姫呂未とのライブ【ひろろん×とうこさん～秋の味覚 一緒に味わいましょ！】開催[174][175]。
- 12月15日に新宿Naked Loftにて「お酒大好き女優・大忘年会 第二回」（出演：並木塔子、三島奈津子、安田理央）開催[176]。
- 12月4日にスカパー!アダルト放送大賞2020の熟女女優賞枠にレッドチェリー推薦でノミネート[177]。※受賞は綾瀬麻衣子

2020年
- 1月7日に竹書房から出演OV『アウトレイジ・凛　美女極道の濡れ燃える肉欲』[178]（主演：東凛、監督・脚本：国沢実、R15+）発売[179]。
- 1月13日と20日にBSスカパー!『ダラケ！～お金を払ってでも見たいクイズ～』の「A-1グランプリ2020」へ2週連続で出演[180]。審査員は村西とおる、しみけん、渋江譲二。
- 1月19日に綿商会館[181]でフェチフェス18・同人ブース参加[182]。
- 1月25日に上野オークラ劇場で『人妻の湿地帯　舌先に乱されて』[183] [184]公開記念舞台挨拶＆トークショー。登壇は希島あいり（主演）、並木塔子、麻倉ゆあ、関幸治、折笠慎也、古本恭一、工藤雅典監督。
- 2月5日に下北沢UP[185]で大石理乃とトークショー【とうこちゃんと愉快な仲間たち~vol1たこ焼きパーティー♪】[186]。

- 2月23日に四谷SOUND CREEK Doppo[187]で大和姫呂未とライブ【ひろろん×とうこさん vol.2 TALK&LIVE show】[188]。
- 4月3日にスターボードから主演映画『師匠の女将さん いじりいじられ』[93]（監督：工藤雅典、脚本：橘満八／工藤雅典、助演女優：水川スミレ、生田みく、酒井あずさ）DVD発売[189]。
- 4月3日にスターボードから出演OV『野良猫とパパ活』（主演：乃木蛍、監督：能登秀美、脚本：家中泰造）DVD発売[190]。
- 4月15日にピンク映画ベストテン2019で助演女優賞[191]、翌月に2019年度ぴんくりんく最優秀助演女優賞をそれぞれ受賞[192]。
- 4月25日にノーマンスリーから、ゲスト出演放送分2回を収録した『桃さんぽ Vol.7』BD発売[193]。
- 5月25日に自身のYouTubeチャンネル「とうこちゃんちゃんねる」を開設[194]。
- 6月26日に上野オークラ劇場と横浜光音座２で『優しいおしおき おやすみ、ご主人様』[195]公開[196]。（主演：あけみみう、助演女優：明望萌衣／並木塔子、監督・脚本：石川欣）
- 8月5日に青山RizM[197]での音楽イベント【LADY MADONNA vol.11】出演[198]。8月19日までツイキャス・プレミア配信[199]。オリジナル2曲「冷たい海の底へ」「おとといきやがれ」を歌う[200]。
- 9月2日にスターボードから主演映画『爛れた関係 猫股のオンナ』[152]（監督：工藤雅典、脚本：橘満八・工藤雅典、助演女優：相沢みなみ、長谷川千紗、佐々木麻由子）DVD発売[201]。
- 9月23日に『ルーツ』[202][203]ユニバーサル・オーディション最終審査通過。
- 10月5日に小学館からデジタル写真集第3弾『並木塔子 私の知らない妻３』（撮影：西田幸樹、97ページ）発売[204]。
- 10月17日に新宿サンモールスタジオで『コロナは「私」を殺せない』舞台公演＋配信[205]。（夏チーム「恋に起きた朝は…」出演：サヘル・ローズ／蛇蝎ミユ／並木塔子／北之内直人、脚本・演出：佐野バビ市）
- 10月21日にテアトル新宿【OP PICTURES+フェス2020】にて出演映画『たわわなときめき』[206]舞台挨拶[207][208]。登壇者は松本菜奈実、あけみみう 、並木塔子、川瀬陽太、山科圭太、千浦僚と古澤健監督。
- 10月28日にテアトル新宿【OP PICTURES+フェス2020】にて出演映画『おっさんとわたし』[209]舞台挨拶[210]。登壇者は佐倉絆、並木塔子、桜木優希音、森羅万象、石川雄也、安藤ヒロキオと山内大輔監督。
- 11月28日のスカパー「煌めく!スカパー!アダルト放送大賞 2020」放送終了後に翌年2月のAV引退をツイート[211]。
- 12月2日にスターボードから出演映画『いつか 裏切りは雌の顔』[212]（監督・編集：髙原秀和、脚本：宍戸英紀・髙原秀和、主演：小倉由菜、助演女優：並木塔子、涼南佳奈、山田奈保）DVD発売[213]。
- 12月19日にnoteへの投稿を始める[214]。
- 12月22日にPachi Beeのコラム「こんな塔子で、イイですか[67]」3年越しの連載終了。

2021年
- 1月6日にスターボードから出演映画『人妻の湿地帯 舌先に乱されて』[215]（監督：工藤雅典、脚本：橘満八・工藤雅典、主演：希島あいり、助演女優：並木塔子 麻倉ゆあ）DVD発売[216]。
- 1月6日にスターボードから出演映画『ピンク・ゾーン３ 絶倫！ラブロイド』[217]（監督：国沢実 、脚本：切通理作、主演：佐倉絆、助演女優：生田みく 並木塔子）DVD発売[218]。
- 1月8日に竹書房から『ザ・娼年倶楽部 愛と快楽を与える魅惑のテクニシャン』[219]（監督・脚本：貝原クリス亮、主演：架乃ゆら、助演女優：夏原唯 並木塔子）DVD発売[220]
- 1月29日から2月25日まで4週にわたり上野オークラ劇場と横浜光音座２で『誘惑妻物語 濡れた人差し指』[221]公開。（監督：加藤義一 、脚本：深澤浩子、主演：神咲詩織、助演女優：初美りん 並木塔子）
- 1月31日からFantiaで並木塔子ファンクラブ「並木道」[222] 開設。毎月、写真や動画を公開。
- 2月27日から4月30日までmuevoでCD全国発売の為[223]のクラウドファンディングで目標額の177%を達成[224]。
- 3月3日にスターボードから出演映画『パラレル・セックス 痴女が潜む街』[225]（監督：加藤義一 、脚本：筆鬼一、主演：二宮ひかり、助演女優：並木塔子 長谷川千紗）DVD発売[226]。
- 3月18日に青山RizMにて【LADY MADONNA vol.12】出演[227]。4月1日までツイキャス・プレミア配信[228]。
- 4月2日から8日までヒューマントラストシネマ渋谷と池袋シネマ・ロサで出演映画『農家の嫁は、取り扱い注意！ Part2 有機ある大作戦篇』（監督：いまおかしんじ 、脚本：宍戸英紀、主演：フミカ[229]、助演女優：丸純子 和田瞳[230] 宮下順子 並木塔子）1週間限定ロードショー[231]。
- 4月25日に四谷SOUND CREEK Doppoで大和姫呂未と【ひろろん×とうこさん 2マンライブ～とうこさんV引退記念SP～】開催[232]。5月9日までツイキャス・プレミア配信[233]。
- 5月7日にスターボードから出演映画『優しいおしおき おやすみ、ご主人様』（監督・脚本・編集：石川欣、主演：あけみみう、助演女優：明望萌衣 並木塔子）DVD発売[234]。
- 6月2日にスターボードから出演映画『おっさんとわたし カラミ逢うヒモ』（監督・脚本・編集：山内大輔、主演：佐倉絆、助演女優：桜木優希音 並木塔子）DVD発売[235]。
- 6月5日に【梅雨の城定祭り2021 in ポレポレ東中野】で出演映画『欲しがり奈々ちゃん～ひとくち、ちょうだい～』（監督：城定秀夫、脚本：首藤凜、主演：架乃ゆら、助演女優：橘寿梨愛[236] 並木塔子）公開。
- 6月17日に【梅雨の城定祭り2021 in ポレポレ東中野】で城定監督と『欲しがり奈々ちゃん～ひとくち、ちょうだい～』の舞台挨拶。
- 8月29日に四谷SOUND CREEK Doppoで大和姫呂未と【とうこさんレコ発ライブ! ひろろん×とうこさん】開催[237]。
- 9月3日にマキシシングル『おとといきやがれ』(DESERT AIR RECORDS) 発売[18]。他の収録曲は「あかね空」「晴れた日」。
- 11月25日に川崎CLUB CITTA’で音楽イベント【LADY MADONNA 拡大版 「I Should Have Known Better～恋する二人～」】出演[238]。

## 出演

### 舞台
- ルーツ第１回公演『コロナは「私」を殺せない』(2020年10月17日、新宿サンモールスタジオ)[205] - 本人 役

### テレビ
- さすらい温泉♨遠藤憲一「第九湯　修善寺温泉～ご令嬢の恋～」[106]（2019年3月14日、テレビ東京）[239] - 旅館の女将 役　※同DVD-BOX特典映像の大喜利にも出演）
- 桃さんぽ #34 サンシャインシティ編[240] 桃乃木かな 並木塔子（2019年11月16日、エンタ!959）[241][242]
- 桃さんぽ #35 桃ちゃんのお料理修行編編[243] 桃乃木かな 並木塔子（2019年12月17日、エンタ!959）　※ #34と合わせてBD『桃さんぽ Vol.7』に収録
- ダラケ！～お金を払ってでも見たいクイズ～　スカパー！アダルト放送大賞2020『A-1グランプリ2020』[244][245][246]前編（2020年1月13日、BSスカパー!）[180]
- ダラケ！～お金を払ってでも見たいクイズ～　スカパー！アダルト放送大賞2020『A-1グランプリ2020』後編（2020年1月20日、BSスカパー!）
- 煌めく!スカパー!アダルト放送大賞 2020[247]（2020年11月28日、BSスカパー!）
- ゲス不倫妻とサレ夫 -REVENGE to the IMMORAL WIFE-（2022年4月16日、刺激ストロングチャンネル） - レミ 役[248]

### 映画

#### クロックワークス
- 欲しがり奈々ちゃん ～ひとくち、ちょうだい～[249] (2021年6月5日、監督：城定秀夫、脚本：首藤凜、70分)

#### レジェンドピクチャーズ
- 農家の嫁は、取り扱い注意! Part2 有機ある大作戦篇[250] [231]（2021年4月2日、監督：いまおかしんじ、脚本：宍戸秀紀[229]、R15+、75分)　※Amazonプライム[251]、U-NEXT[252]等で配信中

#### エクセスフィルム
- 憂なき男たちよ 快楽に浸かるがいい。[137] (2019年8月9日、監督：松岡邦彦、脚本：金田敬、R18+、69分)　※エクセス動画[253]で配信中

#### オーピー映画
| 公開日         | 題名［予告編］                                | 区分 | 監督     | 脚本              | 役名                | 上映時間 | 備考 |
| -------------- | --------------------------------------------- | ---- | -------- | ----------------- | ------------------- | -------- | --- |
| 2018年8月25日  | 恋の豚                                        | R15+ | 城定秀夫 | 鈴木愛 城定秀夫   | 美津子              | 70分     | OP PICTURES+フェス2018、2020上映作品、DVD発売配信版はサブタイトル「～むっちり濡らして～」有り                                                                                            |
| 2018年10月5日  | 世界で一番美しいメス豚ちゃん                  | R18+ | 城定秀夫 | 鈴木愛 城定秀夫   | 美津子              | 75分     | 『恋の豚』再編集版 |
| 2018年12月21日 | 師匠の女将さん いじりいじられ                 | R18+ | 工藤雅典 | 工藤雅典 橘満八   | 並木和代 （主演）   | 70分     | DVD発売 |
| 2019年3月1日   | 濡れた愛情 ふしだらに暖めて                   | R18+ | 髙原秀和 | 宍戸秀紀 髙原秀和 | 月島佐知子          | 70分     | GIRL'S CHで配信中 |
| 2019年8月23日  | いつか…                                       | R15+ | 髙原秀和 | 宍戸秀紀 髙原秀和 | 月島佐知子          | 85分     | 『濡れた愛情 ふしだらに暖めて』再編集版、OP PICTURES+フェス2019上映作品 改題『人妻の教え子 ふしだらな裏切り』 80分版DVD『いつか 裏切りは雌の顔』発売                                     |
| 2019年8月11日  | 変態怪談 し放題され放題                       | R18+ | 山内大輔 | 山内大輔          | 灯里                | 70分     | |
| 2020年10月23日 | やさしい男 ＜インターナショナル・バージョン＞ | R15+ | 山内大輔 | 山内大輔          | 灯里                | 80分     | 『変態怪談 し放題され放題』再編集版、OP PICTURES+フェス2020上映作品 英題 The Kindhearted Man で富川国際ファンタスティック映画祭2020の招待作品 DVD改題『やさしい男 女淫霊いわく憑き物件』 |
| 2019年9月13日  | 爛れた関係 猫股のオンナ                       | R18+ | 工藤雅典 | 工藤雅典 橘満八   | 鈴、和佳奈 （主演） | 70分     | DVD発売、R15+版は『猫のように 不倫妻の吐息』(71分) |
| 2020年1月24日  | 人妻の湿地帯 舌先に乱されて                   | R18+ | 工藤雅典 | 工藤雅典 橘満八   | 松村和枝            | 70分     | DVD発売、同タイトルR-15版放映 |
| 2020年1月31日  | ひとり妻 熟れた旅路の果てに                   | R18+ | 竹洞哲也 | 深澤浩子          | 羽賀梢枝            | 70分     | R15+版『みだら妻の妄想不倫』(83分) |
| 2020年2月14日  | ピンク・ゾーン3 ダッチワイフ慕情              | R18+ | 国沢実   | 切通理作          | 南キク              | 70分     | 改題『ピンク・ゾーン３ 絶倫！ラブロイド』DVD発売 |
| 2020年3月6日   | はめ堕ち淫行 猥褻な絆                         | R18+ | 山内大輔 | 山内大輔          | 灯里                | 70分     | |
| 2020年10月28日 | おっさんとわたし                              | R15+ | 山内大輔 | 山内大輔          | 灯里                | 80分     | 『はめ堕ち淫行 猥褻な絆』再編集版、OP PICTURES+フェス2020上映作品、DVD発売 改題『わたしのヒモ男 本能のままに』                                                                           |
| 2020年3月27日  | パラレル・セックス 痴女が潜む街               | R18+ | 加藤義一 | 筆鬼一            | 中岡康子            | 70分     | DVD発売 |
| 2020年6月26日  | 優しいおしおき おやすみ、ご主人様             | R18+ | 石川欣   | 石川欣            | 美代                | 70分     | DVD発売、同タイトルR-15版放映 |
| 2021年2月26日  | たわわなときめき あなたの人生変わるかも       | R18+ | 古澤健   | 古澤健            | 倉科千代子          | 70分     | |
| 2020年10月21日 | たわわなときめき                              | R15+ | 古澤健   | 古澤健            | 倉科千代子          | 80分     | 『たわわなときめき あなたの人生変わるかも』再編集版、OP PICTURES+フェス2020上映作品 改題『たわわな胸元 (秘)生撮りタイム』                                                                |
| 2021年1月29日  | 誘惑妻物語 濡れた人差し指                     | R18+ | 加藤義一 | 深澤浩子          | 深山ゆかり          | 70分     | |

- 海辺の街の約束（2021年10月8日、オーピー映画） - 野島礼香 役
- されどはまぐり（2021年11月18日、オーピー映画） - 鶴見望 役[275]
- 裸のタイガー エロス狩り（2022年2月11日、オーピー映画）
- 胸騒ぎがする! 〜ヒールズ・フォーエバー〜（2022年12月9日、オーピー映画） - 山田ゆうこ 役
- モーテル303（2023年11月29日、オーピー映画） - 佐藤茜 役[276]
- NEXT LEVEL（2023年12月2日、オーピー映画）- 沙知 役[276]
- エツコ・ブランニュー・デイ（2024年12月5日、オーピー映画）- 高木あかね 役[277]

### オリジナルビデオ
- 農家に嫁いだ女 熟れた果実[278]（2019年8月2日、監督・脚本：貝原クリス亮[279]、ハピネット、78分）[280] - 美咲 役（主演）
- 温泉童貞 ～快楽源泉かけ流し～[161]（2019年11月2日、監督・脚本：小淵アキラ[162]、竹書房、72分）[169] - 由美 役（主演）
- アウトレイジ・凛 美女極道の濡れ燃える肉欲[178]（2020年1月7日、監督・脚本：国沢実、主演：東凛、竹書房、72分）[179] - 梓 役（凛の義理の姉）
- 野良猫とパパ活[281]（2020年4月3日、監督：能登秀美、脚本：家中泰造、主演：乃木蛍、スターボード、60分）[282]  - 元子 役（老作家の元愛人）
- ザ・娼年倶楽部 愛と快楽を与える魅惑のテクニシャン[219]（2021年1月8日、監督・脚本：貝原クリス亮、主演：架乃ゆら、竹書房、71分）- 紅花 役（秘密会員制クラブのオーナー）※役名はDVDパッケージ裏に表記あり
- ザ・娼年倶楽部２ 女たちを悦ばせる性戯の秘訣[283]（2021年7月2日、監督・脚本：貝原クリス亮、主演：架乃ゆら、竹書房、74分） - 紅花 役[284]
- ザ・娼年倶楽部３ 美女が蕩ける竿師の無限快楽奥義[285]（2021年8月4日、監督・脚本：貝原クリス亮、主演：架乃ゆら、竹書房、73分） - 紅花 役[286]

### ウェブドラマ
- 夫婦専用シェアハウス ヴィーナス ～3男4女の共同生活～（2021年10月1日、BBB/Production Lenny、全6話）‐ 一色響子 役
- ザ・娼年倶楽部4 肉欲遊戯を駆け抜けるオンナの性（2022年3月9日、シネマファスト） - 紅花 役[287]
- ザ・娼年倶楽部5 竿師が与える無限の快感と恍惚（2022年3月9日、シネマファスト） - 紅花 役[288]
- 色眼鏡III 愛欲の秘境を覗いた夫婦（2023年11月3日、ネクスタシーEX、シネマファスト）[289]
- 万華鏡 淑女を誘う緋色の誘惑（2024年10月2日、ネクスタシーEX、シネマファスト）[290]

## 作品

### イメージ
- 妻美喰い ～おねだりワイフ～ 並木塔子[291]（2016年10月29日、UGANDA、74分)　※DVD版はリバーシブルパッケージ
- ヒーリングエロス 女神達のやすらぎのひととき 第三章（2021年7月28日、アイシス／ルビー、120分）※DVDのみ、オムニバス10名、ヘア無修正

### 配信動画
- Face to Face 心地良さに委ねて Chiaki×Toko[292]（2019年4月26日、監督：KINO[293]、45分、SILK LABO）
- 並木塔子のスレンダーボディお姉さまの火照ったカラダで筆おろし[294]（2019年10月25日、シネポップ[295]、85分、『温泉童貞 ～快楽源泉かけ流し～』のR18+版）
- 東凛と並木塔子の美裸身が踊る快楽頂上決戦[296]（2020年1月3日、ネクスタシーEX[295]、79分、『アウトレイジ・凛　美女極道の濡れ燃える肉欲』のR18+版）
- reversal[297] (2020年1月30日、監督：KINO、39分、SILK LABO)
- 架乃ゆらと並木塔子の絶倫竿師の超絶SEXテクに濡れ蕩ける美女たち[298]（2020年12月2日、ネクスタシーEX、87分、『ザ・娼年倶楽部　愛と快楽を与える魅惑のテクニシャン』のR18+版）
- 架乃ゆらと並木塔子の魅惑のテクで絶頂を極める美女たちの歓び（2021年6月2日、ネクスタシーEX、88分、『ザ・娼年倶楽部２ 女たちを悦ばせる性戯の秘訣』のR18+版）
- 架乃ゆらと並木塔子の愛に飢えた美女を貫く肉欲の性戯（2021年7月2日、ネクスタシーEX、88分、『ザ・娼年倶楽部３ 美女が蕩ける竿師の無限快楽奥義』のR18+版）

### AV
| 2016年     | 2016年                                                                                 | 2016年     | 2016年   | 2016年     | 2016年                                                                                           |
| 発売日     | タイトル                                                                               | 監督       | 収録時間 | メーカー   | 備考                                                                                             |
| ---------- | -------------------------------------------------------------------------------------- | ---------- | -------- | ---------- | ------------------------------------------------------------------------------------------------ |
| 2016/06/13 | 結婚11年目 未出産の35歳セックスレスのスレンダー人妻が夫に内緒で決意の出演 AVデビュー   |            | 146分    | 溜池ゴロー | DMMの6月度セルAVランキング単体女優部門で6位を記録                                                |
| 2016/07/13 | 絶頂108回 夫以外の男性でイキまくった結婚11年目35歳人妻の3本番                          | 紋℃        | 118分    | 溜池ゴロー | DMMの7月度セルAVランキング単体女優部門で6位を記録、Blu-ray版がamazonよりオンデマンド(BD-R)で発売 |
| 2016/08/13 | 30本の他人棒と淫れまくる欲求不満人妻の濃厚汗だく乱交                                   | 豆沢豆太郎 | 117分    | 溜池ゴロー |                                                                                                  |
| 2016/09/13 | 熱帯夜                                                                                 | 朝霧浄     | 119分    | 溜池ゴロー |                                                                                                  |
| 2016/10/19 | 私、実は夫の上司に犯され続けてます… ～特別編～                                         | 溜池ゴロー | 146分    | 溜池ゴロー |                                                                                                  |
| 2016/11/19 | 中出し解禁！！！ 結婚11年目 セックスレスで欲求不満の35歳人妻が初めて経験する中出し性交 | 大崎広浩治 | 118分    | 溜池ゴロー |                                                                                                  |
| 2016/12/19 | 夫の親友に犯され感じてしまった私…                                                      | 鳴門静     | 115分    | 溜池ゴロー |                                                                                                  |

| 2017年     | 2017年 | 2017年       | 2017年   | 2017年     | 2017年                                                              |
| 発売日     | タイトル | 監督         | 収録時間 | メーカー   | 備考                                                                |
| ---------- | --- | ------------ | -------- | ---------- | ------------------------------------------------------------------- |
| 2017/01/25 | 男根の誘い | 駒込忠       | 117分    | 溜池ゴロー |                                                                     |
| 2017/02/25 | 義母奴隷 特別編 | 鳴門静       | 135分    | 溜池ゴロー |                                                                     |
| 2017/04/01 | 本番なしのマットヘルスに行って出てきたのは隣家の高慢な美人妻。弱みを握った僕は本番も中出しも強要！店外でも言いなりの性奴隷にした | 豆沢豆太郎   | 118分    | 溜池ゴロー |                                                                     |
| 2017/05/01 | 今日は孕むまでナカに出して… | 大村大       | 149分    | 溜池ゴロー | 娘（かな）：琴沖華凛、Blu-ray版がamazonよりオンデマンド(BD-R)で発売 |
| 2017/06/01 | 内心見下してた隣人オタに寝取られてただの牝に成り下がった妻                                                                       | 九十九究太   | 118分    | 溜池ゴロー |                                                                     |
| 2017/06/25 | AVを拾う人妻 | ながしめ     | 119分    | 溜池ゴロー | 主観映像                                                            |
| 2017/07/25 | 欲求不満な団地妻と孕ませオヤジの汗だく濃厚中出し不倫                                                                             |              | 117分    | 溜池ゴロー |                                                                     |
| 2017/09/13 | 銀座にあった！伝説の超高級中出しソープ                                                                                           |              | 119分    | 溜池ゴロー |                                                                     |
| 2017/10/07 | ケダモノ妻を派遣します。 発情痴女のギンギン誘惑中出し性交                                                                        | 大村大       | 119分    | 溜池ゴロー | DMM 週間DVDランキング (2017年8月第3週) 人妻作品1位、全体9位         |
| 2017/11/07 | 並木塔子×痴女ヘブン Special | 真咲南朋     | 181分    | 痴女ヘブン | with 溜池ゴロー スペシャルコラボ企画                                |
| 2017/12/01 | 人妻なのに生徒の若いチ○ポで連続拷問中出しさせる妊活女教師                                                                        | 駒込忠       | 116分    | 溜池ゴロー |                                                                     |
| 2017/12/25 | 孕むまで時間停止NTR 隣の妊活人妻を強制中出しレ×プ?                                                                               | きとるね川口 | 148分    | 溜池ゴロー |                                                                     |

| 2018年     | 2018年                                                                                        | 2018年       | 2018年   | 2018年       | 2018年                                                       |
| 発売日     | タイトル                                                                                      | 監督         | 収録時間 | メーカー     | 備考                                                         |
| ---------- | --------------------------------------------------------------------------------------------- | ------------ | -------- | ------------ | ------------------------------------------------------------ |
| 2018/02/01 | 並木塔子の凄テクを我慢できれば生中出しSEX！                                                   | ZAMPA        | 191分    | 溜池ゴロー   | ワンズファクトリーとのコラボ企画【凄テク】第13弾             |
| 2018/03/01 | パイパン解禁！！無毛中出し性交 ムキ出しマ○コは超敏感すぎてモノ凄い痙攣絶頂                    | 大村大       | 148分    | 溜池ゴロー   |                                                              |
| 2018/04/01 | 夫の部下を前立腺開発＆強制男潮で逆レ×プする痴女人妻                                           | 駒込忠       | 117分    | 溜池ゴロー   |                                                              |
| 2018/04/25 | マドンナ初登場！！ 専属第1弾！！ 夫は知らない ～私の淫らな欲望と秘密～                        | 河合穣治     | 119分    | マドンナ     | DMM 週間DVDランキング (2018年3月第5週) 人妻作品2位、全体20位 |
| 2018/05/25 | マドンナ専属 第2弾！！ 極限の禁欲妻 あ、あなた…も、もう耐えられない…。                        | 小山雅継     | 139分    | マドンナ     | 友人（美香）：よしい美希                                     |
| 2018/06/25 | 暗闇の中で私を抱いたのは誰…？                                                                 | ながしめ     | 119分    | マドンナ     |                                                              |
| 2018/07/25 | 密着セックス 旅先で出会った男との秘めた情愛 専属・妖艶美熟女 濃密ドラマシリーズついに登場！！ | 三島六三郎   | 119分    | マドンナ     |                                                              |
| 2018/08/25 | 夫の遺影の前で犯されて、気が狂うほど絶頂した私。                                              | 古賀丈士     | 137分    | マドンナ     | FANZAでオンデマンドBD-R発売                                  |
| 2018/09/25 | 並木塔子レズ解禁！！ 女だけのオフィスで繰り広げられる冷静と情熱のトリプルレズビアン           | 古賀丈士     | 150分    | マドンナ     | 本部長（ゆみ）：風間ゆみ 同僚（藍）：向井藍                  |
| 2018/11/07 | 夫の連れ子に犯された未亡人                                                                    | 長谷川九仁広 | 85分     | アタッカーズ |                                                              |
| 2018/12/07 | あなた、許して…。 女の本能                                                                    | なぎら健造   | 117分    | アタッカーズ |                                                              |

| 2019年     | 2019年 | 2019年                                                    | 2019年   | 2019年                   | 2019年                                                                                    |
| 発売日     | タイトル | 監督                                                      | 収録時間 | メーカー                 | 備考                                                                                      |
| ---------- | --- | --------------------------------------------------------- | -------- | ------------------------ | ----------------------------------------------------------------------------------------- |
| 2019/01/07 | 密通の秘め事 出張先の旅館で上司と…。 | ナオト                                                    | 91分     | アタッカーズ             |                                                                                           |
| 2019/02/07 | 声が出せない絶頂授業で10倍濡れる人妻教師 | 三郷浩太朗                                                | 84分     | センタービレッジ         |                                                                                           |
| 2019/02/25 | 立ちハメ限定！足ガックガクSEX | 柊炎舞                                                    | 129分    | セレブの友               | オフショット映像2分収録                                                                   |
| 2019/03/01 | 熟シャッ！！ 熟女を溺愛するカタチ | さもあり                                                  | 119分    | ワープエンタテインメント | 先行配信初日のFANZA動画ランキング（10分毎更新）で2位を記録                                |
| 2019/03/01 | はだかの訪問介護士 | BIRDMAN鉄平                                               | 117分    | プラネットプラス         | 一部をNadeshikoの総集編『肉厚な巨尻熟女17人』で二次利用                                   |
| 2019/03/01 | 嫁の母親に中出ししてしまった | ペータ☆                                                   | 85分     | VENUS                    |                                                                                           |
| 2019/03/07 | 優しさにつけこまれて… 隣家のオタクに拝み倒され断り切れずお股を開いたウチの妻 | 雅 MIYABY                                                 | 176分    | JET映像/妄想族           |                                                                                           |
| 2019/03/08 | 私が不倫に堕ちた理由 淫靡に悶える濃厚な情愛 | なぎら健造                                                | 120分    | NAGIRA                   |                                                                                           |
| 2019/03/20 | 卑猥語女 | 夢野あいだ                                                | 153分    | MARRION                  |                                                                                           |
| 2019/03/22 | デカチン混浴温泉 四十路妻が温泉で濡れる… 中出し不倫旅行 2 |                                                           | 180分    | クリスタル映像           | 4話オムニバス                                                                             |
| 2019/03/25 | 感じすぎていっぱいおもらしごめんなさい… 20 | 柊炎舞                                                    | 138分    | セレブの友               |                                                                                           |
| 2019/03/27 | 【VR】デキる熟女は、乳首を責める。ver. VR | さもあり                                                  | 52分     | ワープエンタテインメント | 熟シャッ!!との2本撮り                                                                     |
| 2019/04/07 | 近親相姦 母のお尻 絶品！美義母の淫乱巨大尻 | 矢野口進                                                  | 110分    | ルビー                   |                                                                                           |
| 2019/04/18 | お色気P●A会長と悪ガキ生徒会 | ひょん                                                    | 135分    | グローリークエスト       |                                                                                           |
| 2019/04/26 | どうしようもなく疼くアソコを慰めてくれたのは、愛した男では無かった．．． そんな事どうでもいい。 早く舐めてください．．． | 赤羽菊次郎                                                | 150分    | キネマ座                 | 3話オムニバス ※『一千一夜物語～壱～近親相姦絵巻5話・4時間スペシャル』で二次利用           |
| 2019/05/01 | 義理の姉 | BIRDMAN鉄平                                               | 125分    | プラネットプラス         | 一部をNadeshikoの総集編『大柄美熟女に中出し8人』で二次利用                                |
| 2019/05/01 | 親戚のおばさんに筆おろしされた僕。リターンズ 8 | ドラゴン西川                                              | 120分    | LEO                      |                                                                                           |
| 2019/05/13 | カメラ目線ですっぽんフェラ顔・快楽イキ顔・恍惚アクメ顔を見せつける 挑発淫乱熟女の主観SEX |                                                           | 138分    | セレブの友               | 主観映像                                                                                  |
| 2019/05/16 | お尻大好き しょう太くんのHなイタズラ | 高橋秩士                                                  | 125分    | グローリークエスト       |                                                                                           |
| 2019/05/16 | 清楚で真面目な美人妻は義母の罠に堕ちて心も体も汚される |                                                           | 110分    | マキシング               |                                                                                           |
| 2019/05/25 | 義姉の家庭内売春SEX 4 | 柊炎舞                                                    | 140分    | セレブの友               | 限定版にメイキング映像39分を収録                                                          |
| 2019/05/30 | 夫とは違う濃厚な性交。 | 美作瞬                                                    | 180分    | タカラ映像               |                                                                                           |
| 2019/06/07 | カノジョに試してみようとコッソリ買った媚薬を、なんだか怖いのでまずは身内で実験。すると、急にエロくなって所かまわず僕を求めてくるっ！ | ドラゴン西川                                              | 120分    | LEO                      |                                                                                           |
| 2019/06/25 | 黒人解禁！B.B.P.（ビッグ・ブラック・ペニス）太く逞しい黒人チ○ポにイカされまくる美熟女 |                                                           | 161分    | セレブの友               | 限定版にメイキング映像54分を収録                                                          |
| 2019/07/05 | 絶対に声を出してはいけない状況なのに、カチコチにおっ起ったチ●ポを見せつけられ羞恥心を煽られるが、逆に今までにない性癖が覚醒し、声を殺してイキ狂うドエロ妻っ！！7 | ドラゴン西川                                              | 120分    | LEO                      | 3話オムニバス                                                                             |
| 2019/07/25 | 悩殺熟女ランジェリーナ 2 |                                                           | 134分    | セレブの友               |                                                                                           |
| 2019/08/01 | レズビアンエタニティ 美魔女の濡れたランジェリー | れんと                                                    | 120分    | U&K                      |                                                                                           |
| 2019/08/02 | やらせてっ、おばさん！！ 3 | ドラゴン西川                                              | 120分    | LEO                      | 3話オムニバス                                                                             |
| 2019/08/08 | 同僚の奥さん | 宝浩史                                                    | 140分    | タカラ映像               |                                                                                           |
| 2019/08/12 | 濡れ続けた一日 気持ちはあの頃…性欲なう 其の六 |                                                           | 126分    | マーキュリー             |                                                                                           |
| 2019/08/19 | アナタの前でレズらせて！ キスする瞬間 3秒前 | RIKACHANG（♀）                                            | 135分    | レズれ！                 |                                                                                           |
| 2019/08/19 | 糞上司自慢の妻を下克上レ●プ！ ドMブタ顔崩壊 | 薄刃紫翠                                                  | 115分    | 山と空                   |                                                                                           |
| 2019/09/06 | 憧れの女上司と2人きり… 3 | ドラゴン西川                                              | 120分    | LEO                      | 3話オムニバス                                                                             |
| 2019/09/07 | 逆3Pハーレム同窓会 業界トップクラスの美魔女W豪華初共演！！ | 豆沢豆太郎                                                | 170分    | マドンナ                 |                                                                                           |
| 2019/09/12 | ROCKET11周年記念レズの夏フェス3連チャンFINAL マスクドレズビアンの宴開催 第5回覆面剥ぎレズバトル 人妻熟女対決編 負けたら素顔を晒し屈辱のペニバン制裁！この覆面タチレズの素顔は誰だ！？ | スケアクロウ                                              | 140分    | ROCKET                   | 各女優名をテロップ表示                                                                    |
| 2019/09/13 | 人妻とその彼女 秘密のレズ不倫 色欲の罪 | れんと                                                    | 120分    | U&K                      |                                                                                           |
| 2019/09/19 | ベロキスママ 下品極まりないベロキス手コキとお下劣SEX | TENUN                                                     | 111分    | ドグマ                   |                                                                                           |
| 2019/09/26 | 憧れの女上司と ふたりで地方出張に行ったら急遽現地の温泉宿に連泊する事になりました。 |                                                           | 125分    | タカラ映像               |                                                                                           |
| 2019/10/01 | 「アタシが童貞…奪ってあげよっか？」小心者の僕に、オフィスでエロ誘惑！！勇気も振り絞らずにラッキーセックス！？いつも一緒に働くあの娘は、AVで言うところのとんでもない痴女だったんだ…。 | フォーエバーヤング                                        | 115分    | OFFICE K’S               | 3話オムニバス                                                                             |
| 2019/10/07 | 「もっと見て…」視姦願望を自制できない露出狂女教師 | 薄刃紫翠                                                  | 130分    | 山と空                   |                                                                                           |
| 2019/10/08 | とめどなく溢れ出る淫語でM男に教育的指導をするエリート女教師 |                                                           | 163分    | 犬／妄想族               |                                                                                           |
| 2019/10/10 | 年上の妻は言いなりセックス玩具 | 天雲                                                      | 134分    | センタービレッジ         |                                                                                           |
| 2019/10/19 | 人妻の花びらめくり | 黄色いヒョウ                                              | 128分    | 人妻援護会/エマニエル    | 舞ワイフ #934（2019年7月10日、68分）と#962（2019年10月14日、60分）を収録                  |
| 2019/11/13 | レンタルワイフ人妻私設秘書 ～スリップ劇場・新館～ | 下半身タイガース                                          | 150分    | 下半身タイガース/妄想族  |                                                                                           |
| 2019/11/19 | 並木塔子のレズナンパ | たくま珍                                                  | 114分    | ルビー                   |                                                                                           |
| 2019/11/25 | こっそり覗き見をした僕と、そこに暮らすデカ尻の熟女。 | スピルマボーイ                                            | 118分    | SEX Agent/妄想族         |                                                                                           |
| 2019/11/25 | 強制射精で男を骨抜きにするガニ股痴女の騎乗位6SEX |                                                           | 231分    | セレブの友               | 撮り下ろし                                                                                |
| 2019/12/07 | 母子交尾 【久慈川路】 | 辻甲二                                                    | 118分    | ルビー                   | 本編未収録映像を含むダイジェスト版をFANZA動画で限定配信、総集編GIGL-640 (KMP)に一部を収録 |
| 2019/12/19 | 年忘れだよ！年末スペシャル 勉強仕事に疲れてウトウトしているととっても身近で信頼していたアノ女（ひと）が突然Hな悪戯！嫌がるどころかストップされたくないほど気持ち良くなったワタシはそのまま寝たフリ我慢していると笑顔の真性レズは股間にまで手を突っ込んでくるんです…声が出ちゃいそうになっているのを知ってか知らずかいっぱい濡れちゃったワタシの大事なアソコの中に鼻息荒くしながら激しく指入れ！！男の人より断然気持ちいい手マンに犯されたワタシは痙攣するまでイッちゃいました…。3 完全初出し 240分 | TAKE-D、K*WEST、RIKACHANG（♀）、真咲南朋、Ryo極、BARBIE-G | 240分    | レズれ！                 | 撮り下ろし、滝川穂乃果、風間ゆみ、推川ゆうり、佐知子、有坂深雪、加藤ももか、音海里奈      |

| 2020年     | 2020年 | 2020年                                                    | 2020年   | 2020年                    | 2020年                                                                 |
| 発売日     | タイトル | 監督                                                      | 収録時間 | メーカー                  | 備考                                                                   |
| ---------- | --- | --------------------------------------------------------- | -------- | ------------------------- | ---------------------------------------------------------------------- |
| 2020/01/01 | あなたごめんね 私、若い男の子に恋したの ～娘の画像を見ながらSEXして背徳感を楽しむ人妻～                                              | えむ@nurupage                                             | 140分    | 恋する花嫁DX/AV           | FANZA動画で先行配信（115分、2019年6月8日）                             |
| 2020/01/20 | ビンビン巨根で感じる悶々美熟女、感じ過ぎて乳首ピン勃ちド淫乱絶頂狂い！                                                               |                                                           | 118分    | 美人魔女/エマニエル       |                                                                        |
| 2020/02/19 | 並木塔子の童貞狩り | かとう助六                                                | 119分    | ドバドバ大作戦/エマニエル | FANZA動画で先行配信（119分、2019年10月11日）                           |
| 2020/04/19 | 美人と評判の仲居さんがいる旅館に行って仲居さんを強引に口説いてハメ倒した盗撮映像 9                                                   | たくま珍                                                  | 120分    | ルビー                    | 3話オムニバス                                                          |
| 2020/05/01 | 1日1シーンずつ見進めるバイノーラル乳首開発射精管理                                                                                   | マボロシ子                                                | 187分    | OFFICE K'S                | FANZAよりオンデマンドBD-R発売                                          |
| 2020/05/07 | 逆時間停止学園 〜時間を止められ身動き出来ない僕を好き勝手に弄ぶ痴女たち〜                                                            |                                                           | 128分    | 犬／妄想族                | 3話オムニバス                                                          |
| 2020/05/13 | 新世代バイセクシャル美し過ぎるニューハーフ シーメールレズビアン×ペニクリ性感覚醒緊縛調教                                             | 有々さんぺい                                              | 133分    | AVS collector’s／妄想族   |                                                                        |
| 2020/05/19 | 人妻の花びらめくり | 黄色いヒョウ                                              | 115分    | 人妻援護会/エマニエル     | 舞ワイフ #987 (2020年1月20日、66分)、#1014 (2020年4月13日、49分)を収録 |
| 2020/05/21 | 母子姦 | 黄桜花瓶                                                  | 120分    | グローリークエスト        | FANZAとamazonでオンデマンドBD-R発売                                    |
| 2020/05/25 | 強制射精で男を骨抜きにするガニ股痴女の騎乗位6SEX 2                                                                                   |                                                           | 240分    | セレブの友                | 撮り下ろし                                                             |
| 2020/05/25 | 並木塔子を本気で酔わせてみる1日呑んだくれAVドキュメント！                                                                            | ハルナ                                                    | 166分    | セレブの友                | 配信限定版は、ツイキャス風景と居酒屋でのオフショット映像19分を追加収録 |
| 2020/06/19 | 勉強仕事に疲れてウトウトしているととっても身近で信頼していたアノ女（ひと）が突然Hな悪戯！ 全力で声ガマン！どうしても声出ちゃう編     | TAKE-D、K*WEST、RIKACHANG（♀）、真咲南朋、Ryo極、BARBIE-G | 300分    | レズれ！                  | 未公開映像集、八乃つばさ×並木塔子                                      |
| 2020/06/25 | 完全撮り下ろし！むっちりエロ尻お姉さん陰部密着黒パンスト穿いたままSEX                                                                |                                                           | 240分    | セレブの友                | 撮り下ろし                                                             |
| 2020/07/01 | 私は快楽狂いのド淫乱オナニスト 8 |                                                           | 139分    | セレブの友                | 2020年6月12日よりFANZA動画で先行配信                                   |
| 2020/07/17 | How to SEX 完全攻略 熟女を腰砕けにする20の方法 ～オトナの為のセックス指南～                                                          | 高橋浩一                                                  | 120分    | ゴーゴーズ                | 講師：高橋浩一、協力：並木塔子                                         |
| 2020/07/19 | 勉強仕事に疲れてウトウトしているととっても身近で信頼していたアノ女（ひと）が突然Hな悪戯！ 全力で声ガマン！頑張ってミュートしちゃう編 | TAKE-D、K*WEST、RIKACHANG（♀）、真咲南朋、Ryo極、BARBIE-G | 300分    | レズれ！                  | 未公開映像集、並木塔子×八乃つばさ（LZWM-029と同一内容）                |
| 2020/07/23 | 舐め好きオヤジと欲求不満な嫁 | 織晴紺                                                    | 130分    | タカラ映像                | 監修：黒松繁                                                           |
| 2020/07/24 | 熟妻 高校の時の先生に、無理やり中出しされた妊活中の清純妻 父親が同窓会でいない夜、六十路の熟母に出しまくる中年息子                   | 村山恭助                                                  | 119分    | アテナ映像                | 2話オムニバス、動画配信とDVDレンタルは2020年5月30日に開始              |
| 2020/09/18 | 【VR】美人母と童貞のぼく～オナニーしてたら母にバレて筆おろし展開！？近親相姦どころかそのまま生中出しまで…～                          |                                                           | 55分     | CASANOVA                  |                                                                        |
| 2020/09/24 | あん時のセフレ...は友人の母親 | 織晴紺                                                    | 140分    | タカラ映像                |                                                                        |
| 2020/09/25 | 黒パンストの下半身が卑猥にクネるオナニー快楽 3                                                                                       |                                                           | 240分    | セレブの友                | 撮り下ろし15名収録                                                     |
| 2020/10/08 | セーラー服熟女恥ずかしいパンツの染み                                                                                                 | 桜庭九心男                                                | 130分    | レイディックス            |                                                                        |
| 2020/10/08 | 鼻フック鼻発射 | 桜庭九心男                                                | 112分    | レイディックス            | 撮り下ろし5名収録                                                      |
| 2020/11/01 | 人妻レズ不倫 並木塔子×舞咲璃 | れんと                                                    | 120分    | U＆K                      |                                                                        |
| 2020/11/19 | 人妻温泉旅行「告白」 人妻 並木塔子（仮名）三十九歳                                                                                   | 唐木竹史                                                  | 170分    | ゴーゴーズブラック/妄想族 |                                                                        |
| 2020/12/10 | 熟女子プロレズ～男なら黙ってシコりなさい！～ 織田真子 並木塔子                                                                       | 三輪キヨシ                                                | 138分    | ROCKET                    |                                                                        |
| 2020/12/13 | ボロ貸間四畳半 ～発禁！！猥褻レズ交尾春画本～ 並木塔子 卯水咲流                                                                      | 滝口シルヴィア                                            | 180分    | U＆K                      |                                                                        |
| 2020/12/15 | S級ニューハーフ濃厚レズ性交 Vol.6 高級人妻オイルエステ 滝川ジュリア 並木塔子 乃木はるか                                              |                                                           | 170分    | ピーターズ                |                                                                        |
| 2020/12/24 | ネトラレーゼ 部下とまさか… | 宝浩史                                                    | 135分    | タカラ映像                |                                                                        |
| 2020/12/25 | 新世代バイセクシャル可愛い淫乱ニューハーフ シーメールレズビアン×ペニクリ性感淫覚緊縛調教 ベアトリクス×並木塔子                       | 有々さんぺい                                              | 148分    | AVS collector's           | 4K配信あり                                                             |
| 2020/12/25 | 【VR】PTA会長並木さんのお小言中に叱られ勃起した僕は怒り心頭の言いなり性教育で責められ続けて人格矯正されてしまった。                  | きとるね川口                                              | 83分     | マドンナ                  |                                                                        |

| 2021年     | 2021年 | 2021年         | 2021年   | 2021年             | 2021年                                                              |
| 発売日     | タイトル | 監督           | 収録時間 | メーカー           | 備考                                                                |
| ---------- | --- | -------------- | -------- | ------------------ | ------------------------------------------------------------------- |
| 2021/01/07 | 喉奥イラマ支配 リモートワーク期間中に女上司に飼われた新人社員レズビアン 監禁され所有物になった数日間 加賀美さら 並木塔子                | 三島六三郎     | 167分    | ビビアン           |                                                                     |
| 2021/02/11 | 兄の妻 心と身体が求めた愛 並木塔子 | 帆立一貫       | 130分    | タカラ映像         |                                                                     |
| 2021/02/25 | 狂気拷問研究所 Climax Dirty Queen Dirty Frenzy Hell 淫覚絶頂女王様淫耐狂乱地獄                                                          | ばば★ザ★ばびぃ | 142分    | AVS Collector's    | 4K配信あり                                                          |
| 2021/02/28 | 熟妻 絶倫義父に種付けされた妊活中の嫁 引っ越して来た五十路妻は挨拶をしたその日に隣人の餌食になる 並木塔子 福富りょう                    | 村山恭助       | 110分    | アテナ映像         | 2話オムニバス、セルDVDは2021/04/23発売                              |
| 2021/03/04 | ママシ●タ実話 | ひょん         | 130分    | グローリークエスト | FANZA日間DVDランキング４位 (2021/01/31)                             |
| 2021/03/13 | 隣の女はレズ色情狂 並木塔子 神納花 | 滝口シルヴィア | 180分    | U&K                |                                                                     |
| 2021/03/13 | レズビアンデリヘル ～人気リピートランキング嬢ペニバンご奉仕～                                                                           | れんと         | 120分    | U&K                | 3組撮り下ろしオムニバス                                             |
| 2021/04/08 | お義母さん、にょっ女房よりずっといいよ… 並木塔子                                                                                        | 美作瞬         | 120分    | タカラ映像         |                                                                     |
| 2021/04/25 | こんなおばさんだけど、本当に私でいいの…？ ～夫の部下と密かな発散性交～                                                                  | ビバ☆ゴンゾ    | 120分    | マドンナ           |                                                                     |
| 2021/06/17 | ドスケベBODYの勝気な女社長とHなご子息                                                                                                   | ひょん         | 130分    | グローリークエスト |                                                                     |
| 2021/06/19 | 母子交尾 【続・久慈川路】 |                | 117分    | ルビー             | 4K配信あり、本編未収録映像を含むダイジェスト版をFANZA動画で限定配信 |
| 2021/06/25 | 【VR】欲求不満がどうしようもなく溢れ出してる義姉の塔子さんが旅行先で兄貴と間違って僕を夜●いしてきて…我慢できずにそのままコッソリ浮気SEX | きとるね川口   | 83分     | マドンナ           |                                                                     |
| 2021/08/07 | 新婚旅行の寝取られ妻 並木塔子 | 辻甲二         | 114分    | ルビー             |                                                                     |

- MONROE Debut 吉永塔子 40歳 アラフォーだけどいいかな？‘ワンランク’よりもっと上のモンローに革命を起こす美魔女。（2024年6月11日、マドンナ）

- 下着モデルを志す義母の艶やかな肉体に誘われて…本能のままに何度も溺れてしまった1週間（2024年7月9日、マドンナ）

- 「私が温めてあげる」 電気さえも止められた雪降る夜 互いの温もりを熱く求め繋がりあう 近親中出し相姦(2024年8月13日、マドンナ)

### VR動画
- デキる熟女は、乳首を責める。ver.VR（2019年3月27日、ワープエンタテインメント）
- 美人母と童貞のぼく～オナニーしてたら母にバレて筆おろし展開!? 近親相姦どころかそのまま生中出しまで…～（2020年9月18日、CASANOVA）
- PTA会長並木さんのお小言中に叱られ勃起した僕は怒り心頭の言いなり性教育で責められ続けて人格矯正されてしまった。（2020年12月25日、マドンナ）
- 欲求不満がどうしようもなく溢れ出してる義姉の塔子さんが旅行先で兄貴と間違って僕を夜這いしてきて…我慢できずにそのままコッソリ浮気SEX（2021年6月25日、マドンナ）

## 出版

### 写真集
| 発売日        | タイトル         | 撮影     | 判型     | ページ数 | 出版社     | ISBN           |
| ------------- | ---------------- | -------- | -------- | -------- | ---------- | -------------- |
| 2017年1月11日 | 流されゆくままに | 小澤忠恭 | B5       | 96       | 双葉社     | 978-4575312119 |
| 2017年9月25日 | 幻影             | 斉木弘吉 | A4ワイド | 128      | 彩文館出版 | 978-4775605912 |
| 2018年6月21日 | COUPLE カッポー  | 篠原潔   | A4変型   | 112      | 徳間書店   | 978-4198646417 |

### カレンダー
- 並木塔子 2018年カレンダー (2017年9月30日、B2判8枚、トライエックス)
- 卓上 並木塔子 2018年カレンダー (2017年9月30日、A5判14枚、トライエックス)

### 週刊誌
- FRIDAY (2016年6月3日号)：リアルに人妻、ついに登場！並木塔子さん「初めてのヌード」pp. 56-60.
- FRIDAY (2016年7月22日号)：日本一美しいリアル人妻 並木塔子さん「恥じらいのヘアヌード」pp. 56-60.
- FRIDAY (2016年8月5日号)：日本一の美しいリアル人妻 並木塔子さん「誘惑のヘアヌード」pp. 53-56.
- FRIDAY (2016年10月21日号)：日本一美しいリアル人妻 並木塔子さん「湯けむりヘアヌード」pp. 56-64.
- FRIDAY (2016年12月9日号)：日本一美しいリアル人妻 並木塔子さん「秘め事」pp. 61-64.
- 増刊FRIDAYダイナマイト (2016年8月23日号)：日本一美しいリアル人妻 並木塔子さん「エロスに溺れる」pp. 74-77.
- 増刊FRIDAYダイナマイト (2017年1月10日号)：日本一美しいリアル人妻 並木塔子さん「官能の宿」pp. 59-62.
- FRIDAY (2017年1月20日号)：日本一美しいリアル人妻 並木塔子さん「密やかな情事」pp. 86-89.
- FRIDAY DVDブック セクシー&ヌード動画14人160分！ (講談社MOOK ローソン専売用商品)：2017年2月24日発売 グラビア・DVD pp. 8-9, 動画31分58秒収録
- 増刊FRIDAYダイナマイト (2017年8月23日号)：DVD連動特別グラビア 夢のおっぱいオールスターズ16 p. 126, 動画5分5秒収録。
- FRIDAY (2017年9月1日号)：日本一美しいリアル人妻 並木塔子さん「大人のSEX」pp. 78-80 (2nd写真集『幻影』より)
- 増刊FRIDAYダイナマイト (2018年5月15日号)：FRIDAYが撮ったBESTヌード動画 PVトップ7/並木塔子 動画10分23秒収録。
- FLASH (2016年7月26日号)：「私生活ベストSEX」美熟女6人衆／並木塔子 pp. 70-72.
- FLASH (2016年9月20日号)：いま、日本で最も美しい35歳のヘアヌード 並木塔子「密通」pp. 60-68.
- 増刊FLASHダイアモンド (2016年10月27日号)：並木塔子「究極の人妻」が魅せる官能(付録オリジナルDVD連動グラビア) pp. 108-109, 動画10分52秒収録
- FLASH (2016年11月8日号)：究極の人妻ヘアヌード 並木塔子「まだ、欲しいの・・・」pp. 68-76.
- FLASH (2016年12月13日号)：全裸アイドルベスト11・ヘアヌードで告白・2016年最高のSEX／並木塔子 p. 72.
- FLASH (2017年2月7日号)：ご自慢の美味レシピ・美熟女鍋奉行6人／並木塔子 p. 75.
- 週刊現代 (2016年9月10日号)：並木塔子 35歳・美人妻の午後 pp. 227-232.
- 週刊現代 (2016年9月24日-10月1日合併号)：35歳美人妻 並木塔子 和服でアンコール pp. 233-237.
- 週刊現代 (2016年11月26日号)：美しい人妻 並木塔子 新撮ヌード pp. 217-222.
- 週刊現代 (2017年11月11日号)：「人妻・塔子さんと不倫旅行に行ってきました」(写真集『幻影』未公開カット：pp. 190-192)   pp. 189-192.
- 週刊ポスト (2016年7月15日号)：妻の名は塔子・私の知らない女 pp. 169-176.
- 週刊ポスト (2016年7月22日-7月29日合併号)：奇跡の美熟女ヌード 妻の名は塔子・私の知らない女 pp. 185-193.
- 週刊ポスト (2016年8月5日号)：人気爆発中！ 妻の名は塔子・私の知らない女 pp. 181-189.
- 週刊ポスト (2016年8月12日号)：妻の名は塔子・私の知らない女 pp. 193-197.
- 週刊ポスト (2016年8月19日-8月26日合併号)：大反響 妻の名は塔子・私の知らない女 pp. 21-28.
- 週刊ポスト (2016年9月2日号)：撮り下ろし 妻の名は塔子・私の知らない女 pp. 181-188.
- 週刊ポスト (2016年9月9日号)：塔子さ―ん 妻の名は塔子・私の知らない女 pp. 173-181.
- 週刊ポスト (2016年9月16・23日号)：妻の名は塔子・私の知らない女 スマホをかざすと写真が動き出す[342]。 pp. 209-217.
- 週刊ポスト (2016年12月23日号)：「また会いたい」の声にアンコール 妻の名は塔子・私の知らない女(最終話) pp. 189-195.
- 週刊ポスト増刊2017新春スペシャル (2017年2月1日号)：「謎の美女」オールスター感謝祭／塔子 pp. 16-17.
- 週刊ポスト (2017年6月30日号)：この熟女のセックス 第2回 塔子さん p. 165, 172 (袋とじ内側 pp. 166-171 は『AVを拾う人妻』のカット)
- 週刊ポスト (2018年1月1・5日合併特大号)：新春スペシャル 艶色美熟女図鑑「再会」pp. 210-211.
- 週刊ポスト増刊2018新春スペシャル (2018年2月1日号)：なおん。オールスター感謝祭／妻の名は塔子 pp. 16-18.
- 週刊ポスト (2018年8月17・24日合併特大号)：デジタル写真集創刊記念「なをん。」オールスター大集合／並木塔子 p. 196.
- 週刊ポスト (2018年10月5日号)：売れっ子美女の「極上ヌード」／並木塔子 p. 164.
- 週刊ポスト (2019年1月18・25日号)：袋とじAR え、なんで動くの？どうなってるの？「妻の名は塔子」シリーズでおなじみ並木塔子が雑誌の上で動き出す！ pp. 153-156.
- 週刊ポスト (2019年4月5日号)：帰ってきた！大ヒットにつき第２弾デジタル写真集がついに発売！妻の名は塔子 pp. 165-173.
- 週刊ポスト (2019年5月17・24日号)：週刊ポストを輝かせた美神11人揃い踏み！ p. 194. (デジタル写真集『私の知らない妻２』からのカット)
- 週刊ポスト (2019年5月31日号)：死ぬまで死ぬほどSEX　袋とじ動画スペシャル　並木塔子の唇で愛する技術　HOW TO ORAL SEX pp. 173-180 および動画5編 (ダウンロード可).
- 週刊ポスト (2020年8月14・21日号)：バカ売れヌード写真集Best10／2位 並木塔子『私の知らない妻』p. 195.（同デジタル写真集のカット）
- 週刊ポスト (2020年10月16・23日号)：妻の名は塔子 私の知らない女 pp. 169-177.（デジタル写真集『並木塔子 私の知らない妻３』未公開カット含む）
- 週刊大衆 (2016年6月6日号)：清楚な35歳の人妻 並木塔子 pp. 221-223.
- 週刊大衆 (2016年8月15日号)：撮りおろしヘアヌード独占公開！ 並木塔子 pp. 233-235.
- 週刊大衆 (2016年8月22・29日合併特大号)：真夏の美裸身カーニバル／並木塔子 p. 9.
- 週刊大衆 (2016年9月5日号)：真夏のハメハメ「最高のSEX」体験告白、「エッチな残暑お見舞い」グラビア pp. 208-209, p. 244.
- 週刊大衆 (2016年10月17日号)：アンコール掲載 並木塔子 奥様のヒミツ pp. 213-215
- 週刊大衆 (2016年10月31日号)：秋の熟女たち／並木塔子 p. 9.
- 週刊大衆増刊ヴィーナス (2016年11月4日号)：妹系AV女優VS人妻AV女優「ヌード対決」p. 25.
- 週刊大衆 (2016年12月5日号)：大人気！ 並木塔子 危険な情事 (ファースト写真集先行カット) pp. 3-7.
- 週刊大衆 (2017年1月2日号)：特別ふろく美熟女カレンダー2017年／1月・並木塔子 (ファースト写真集先行カット) p. 3.
- 週刊大衆 (2017年1月9・16日合併特大号)：熟女BIG3未公開美裸身／並木塔子 p. 213.
- 週刊大衆 (2017年1月23日号)：新春大放談・人気熟女AV女優「酔いどれ新年会」[343] pp. 200-204.
- 週刊大衆 (2017年1月30日号)：No. 1 熟女女優 並木塔子 混浴温泉 (ファースト写真集未公開カット) pp. 10-11.
- 週刊大衆増刊ヴィーナス (2017年2月1日号)：NO. 1 人妻女優・並木塔子と人気小説家・柚木怜 夢のコラボ フォト官能小説「秘め事」pp. 15-22.
- 週刊大衆 (2017年2月20日号)：No. 1 熟女 並木塔子 完全未公開「蔵出しショット」pp. 219-221.
- 週刊大衆 (2017年6月5日号)：美熟女ヘアヌード 並木塔子 pp. 3-4.
- 週刊大衆 (2017年9月11日号)：直撃インタビュー・美熟女AV女優 忘れられないオヤジSEX/並木塔子 pp. 192-193, 惜夏の熟女ヌード/並木塔子 p. 221.
- 週刊大衆 (2017年10月23日号)：並木塔子 色香漂う「極上の美裸身」(写真集『幻影』未公開カット)  pp. 11-13.
- 週刊大衆 (2017年12月25日号)：特別ふろく2018年美熟女カレンダー/12月・並木塔子 p. 15.
- 週刊大衆増刊ヴィーナス (2017年11月4日号)：第1回 人気AV女優「飲みエログランプリ」エントリーNo. 2 並木塔子 p. 180.
- 週刊大衆 (2018年1月22日号)：人気美熟女「初ヌード詣で」(写真集『幻影』未公開カット) p.10.
- 週刊大衆 (2018年2月26日号)：熟女ヘアBEST7／並木塔子 p. 5.
- 週刊大衆 (2018年5月21日号)：直撃インタビュー・人気AV女優5人 私が本気でイッたオヤジSEX/並木塔子 p.199.
- 週刊大衆 (2018年6月18日号)：美人女将との逢い引き／並木塔子 (サード写真集先行カット) pp. 11-13.
- 週刊大衆 (2018年9月3日号)：史上最高の「名器」神７大解剖／並木塔子（袋とじ）p. 49.
- 週刊大衆 (2018年9月24日・10月1日合併特大号)：日本一美しい人妻と「イケナイ情事」妄想撮 並木塔子 「そんなつもりじゃないのに」pp. 3-7, 漫画『愛嬢 並木塔子』pp. 105-120.
- 週刊大衆 (2018年11月26日号)：日本一の美熟女アンコール激写 並木塔子「雨上がりの午後には…」pp. 3-6.
- 週刊大衆 (2019年1月21日号)：新春ヘアヌード特選５／並木塔子 p. 3.
- 週刊大衆 (2019年1月28日号)：日本一美しい37歳「午後３時の背徳」並木塔子「悩殺」ヌードポスター（B5判4頁サイズ横長、b/w 川上ゆう）pp. 119-126.
- 週刊大衆 (2019年4月29日号)：AV女神8人記念コイン型 新元号ヘアヌードカレンダー／11月 並木塔子 p. 111.
- 週刊大衆（2019年6月17日号）：「もう一度、お願い…」日本一の美人妻「温泉ヌード」最新撮 pp. 3-7.
- 週刊大衆 (2019年7月22・29日「海の日」合併号)：盛夏の美熟女ヘアヌード5連発／並木塔子 p. 7.
- 週刊大衆 (2019年8月5日号)：昭和平成令和のAV女神 美しい膣の中「本人コメント」／並木塔子 p. 37.
- 週刊大衆 (2019年9月16日号)：初秋の熟れ尻ヘアヌード4連発／並木塔子 p. 7.
- 週刊大衆 (2019年10月7日号)：秋の人妻ヘアヌード 添い寝カレンダー／10月 並木塔子 p. 122.
- 週刊大衆 (2019年12月2日号)：セクシー女神4人「深情けヘアヌード」／並木塔子 p. 10.
- 週刊大衆 (2019年12月23日号)：令和TOP女優 真冬の熟尻ヘアヌード／並木塔子 p. 6.
- 週刊大衆 (2020年1月6・13日号)：福を招く！「年忘れヘアヌード」／並木塔子 p. 13.
- 週刊大衆 (2020年1月20日号)：「夫には内緒にして…」日本一の美人妻「誘惑ヘアヌード」独占写／並木塔子 pp. 12-13.
- 週刊大衆 (2020年2月17日号)：美熟女6人と365日逢瀬を楽しめる！人妻密会ヘアヌード「秘部アップ」カレンダー／2・3月 並木塔子 p. 125.
- 週刊大衆 (2020年3月2・9日号)：咲き誇る！美乳ヘアヌード3連発／並木塔子 p. 6.｜令和トップ女優15人ピンク告白「私の女性器のヒミツ教えます」（告白記事）／並木塔子 p. 216.
- 週刊大衆 (2020年3月23日号)：「今度は後ろからお願い」日本一の美人妻 完熟ボディ撮り下ろし「温泉ヘアヌード」独占写／並木塔子 pp. 3-6.
- 週刊大衆 (2020年4月13日号)：三十路AV女神しっぽり「湯煙ヘアヌード」3連発／並木塔子 pp. 7-8.
- 週刊大衆 (2020年5月11・18日号)：8大スター女優「令和最高ヘアヌード」／並木塔子 p. 10.
- 週刊大衆 (2020年7月20日号)：令和マドンナ女優7人「火照る」絶頂フルヌード／並木塔子 p. 14.
- 週刊大衆 (2020年8月3・10日号)：令和セクシー女神6人「誘う♡」夏本番ヘアヌード／並木塔子 p. 13, 日本最強の「美尻」108選 p. 37.
- 週刊大衆 (2020年9月28日・10月5日号)：3大熟女スター「感じる…」着物ヘアヌード／並木塔子 p. 9.
- 週刊大衆 (2020年10月19日号)：秋の人妻ヘアヌード特大[添い寝]カレンダー／並木塔子 pp. 127-128.
- 週刊大衆 (2021年3月15日号)：思い出さなくても--並木塔子 日本一の美人妻「最新ヌード」独占写 pp.3-6.
- 週刊実話 (2016年9月29日号)：話題の熟女を撮り下ろし！ 並木塔子 残暑はあなたと… pp. 5-11.
- 週刊実話 (2016年10月27日号)：並木塔子 昼下がりの熟女 pp. 227-229.
- 週刊実話 (2016年11月24日号)：晩秋の人妻ヌード3連発／並木塔子 p. 4.
- 週刊実話 (2016年12月22日号)：もっと愛してくれますか…禁じられた関係 並木塔子（ファースト写真集先行カット）pp. 223-225.
- 週刊実話 (2017年1月5日-1月12日合併号)：並木塔子 君の名は塔子 pp. 21-24.
- 週刊実話 (2017年3月23日号)：並木塔子スペシャル 春よ恋 pp. 5-11.
- 週刊実話 (2017年6月1日号)：撮り下ろしSEXY お気に召すまま 並木塔子 pp. 215-218.
- 週刊実話 (2017年8月17日号)：一泊二日不倫旅行 並木塔子 pp. 7-13.
- 週刊実話 (2017年10月12日号)：遅く起きた朝は… 並木塔子 (写真集『幻影』未公開カット) pp. 15-18.
- 週刊実話 (2018年1月25日号)：撮り下ろし 新春しっとり姫始めヌード 並木塔子 pp. 7-14.
- 週刊実話 (2018年3月15日号)：隣の美人妻 並木塔子 pp. 15-18.
- 週刊実話 (2018年4月19日号)：愛の園 並木塔子 pp. 207-211.
- 週刊実話 (2018年５月10・17合併号)：甘い逃避行 並木塔子 pp. 31-37.
- 週刊実話 (2018年6月7日号)：割烹着姿がたまらない！！ 塔子のおもてなし 並木塔子 (サード写真集『COUPLE カッポー』先行カット) pp. 15-17.
- 週刊実話 (2018年6月14日号)：OLからの転身女優が暴露した！実録オフィスSEX事件簿 File 2 並木塔子 p. 25.
- 週刊実話 (2018年9月20日号)：妖艶着物ヌード！！ 夏の残り香 並木塔子 pp. 7-13.
- 週刊実話 (2019年1月24日号)：新春ヌード 和服で姫始め 並木塔子 pp. 235-239.
- 週刊実話 (2019年7月25日号)：熟妻の色仕掛け 淫らなお誘い 並木塔子 pp. 15-19.
- 週刊実話 (2019年10月3日号)：熟れ頃袋とじ 艶尻の女 しっとり和服ヘアヌード 並木塔子 pp. 7-13.
- 週刊実話 (2019年10月24日号)：人妻系AV女優の「私の激チンテク」（体験記）p. 28.
- 週刊実話 (2019年11月14日号)：妄想実現袋とじ 並木塔子が”俺の嫁” pp. 7-13.
- 週刊実話 (2020年4月16日号)：昼顔袋とじ 人気女優と秘密の逢瀬「昼下がりの情事 並木塔子」pp. 7-13.
- 週刊実話 (2020年7月2日号)：大きなヒップにご注目！！脱がしてほしいの 並木塔子 pp. 195-199.
- 週刊実話 (2020年9月24日号)：人気熟女の妖艶ヘア 甘い誘惑 撮り下ろし袋とじ 並木塔子 pp. 7-13.
- 週刊実話 (2021年3月11日号)：さよならの向こう側 伝説の美尻も見納めです 並木塔子 pp. 7-13.
- 週刊アサヒ芸能 (2016年11月24日号)：魅惑の35歳 並木塔子 pp. 3-6.
- 週刊アサヒ芸能 (2017年1月26日号)：NO.1 ブレイク熟女 並木塔子 湯の香にまみれた逢瀬 pp. 3-6.
- 週刊アサヒ芸能 (2017年3月23日号)：美しすぎる36歳 並木塔子 メガネ奥様のイケない誘惑 pp. 3-6.
- 週刊アサヒ芸能 (2017年6月15日号)：もっとも“ウレ”てる36歳 並木塔子 人気熟女撮り下ろし ちょうどいい熟女。 pp. 5-7.
- 週刊アサヒ芸能 (2017年9月21日号)：愛の闇袋とじ 並木塔子 妻より激しく、誰より愛しく。 pp. 19-26.
- 週刊アサヒ芸能 (2017年11月2日特大号)：ぐるぐるストリップ連動第4弾 「未亡人塔子」 並木塔子  pp. 6-11.
- 週刊アサヒ芸能 (2018年1月4・11日新年合併特大号)：特別付録 2018年度版SEXY女優ポスターカレンダー/2月・並木塔子（『今日は孕むまで…』パケ写） p. 3.
- 週刊アサヒ芸能 (2018年3月29日特大号)：スペシャル付録 ［ヘアヌード］スマホシール第2弾 並木塔子/グラビア p. 3.
- 週刊アサヒ芸能 (2018年5月17日特大号)：宇宙一割烹着が似合う女 並木塔子 (サード写真集『COUPLE カッポー』先行カット) pp. 6-13.
- 週刊アサヒ芸能 (2018年8月30日特大号)：続・宇宙一割烹着が似合う女 並木塔子 (サード写真集『COUPLE カッポー』未公開カット含む) pp. 22-26.
- 週刊アサヒ芸能 (2018年9月27日特大号)：本誌が撮った人気女優8人未公開ショット！ 美裸女コレクション 2018 seasonⅡ／並木塔子 p. 11.
- 週刊アサヒ芸能 (2018年12月6日特大号)：はちけつ！淑やかな美熟女、けしからん尻を持つ。並木塔子 p. 5.
- 週刊アサヒ芸能 (2019年1月31日特大号)：淑女の戯れ 並木塔子 pp. 14-17.
- 週刊アサヒ芸能 (2019年3月28日特大号)：平成を彩った麗しの「AV熟女優」ベスト31 インタビュー③ 並木塔子 No. 1美熟妻「私が感じすぎた現場」p. 50.
- 週刊アサヒ芸能 (2019年4月11日特大号)：新年度袋とじ 言いなり美熟女OL 並木塔子  pp. 19-25.
- 週刊アサヒ芸能 (2019年7月18日特大号)：癒やしと癒やらし「BAR塔子へようこそ！」酒池肉林撮り下ろし 並木塔子 pp. 20-25
- 週刊アサヒ芸能 (2019年12月5日特大号)：ほっこり撮り下ろし 並木塔子 美熟女パジャマ pp. 167-170.
- 週刊プレイボーイ (2016年10月24日号)：51人大アンケートつき・驚愕の51人同時全裸グラビア 肉撮51人間[344]。 pp. 191-192, 194, 199, 201-202.
- 週刊プレイボーイ (2017年4月17日号)：頑張れ、松坂世代AV女優！！(インタビュー記事) p. 141.

### 月刊誌・その他
- DMM (2016年7月号)：インタビュー HATSUMONO! リアル人妻 並木塔子 pp. 22-23.
- DMM (2016年9月号)：表紙
- FANZA (2019年1月号)：インタビュー「新・酒の席【第3回】並木塔子【前編】」pp. 96-97.
- FANZA (2019年2月号)：インタビュー「新・酒の席【第4回】並木塔子【後編】」pp. 96-97.
- 実話大報 (2016年8月号)：表紙・巻頭グラビア・インタビュー 並木塔子「密猟妻」pp. 3-9, 109-113.
- よろめき (2016年8月号)：表紙・巻頭グラビア 史上最高の人妻 並木塔子さん pp. 3-7.
- よろめき (2016年10月号)：表紙・巻頭グラビア 白昼の欲情 並木塔子さん pp. 3-7.
- よろめきSpecial 艶 (2017年9月号)：表紙・撮り下ろし巻頭グラビア 真夏の侵入者 並木塔子 pp. 3-8, 表紙モデルインタビュー「私の性遍歴」pp. 60-65.
- よろめきSpecial 艶 (2018年5月号)：表紙
- 人妻 DVD Dream (2016年11月号)：表紙・巻頭グラビア・連動DVD pp. 3-9, 動画5分2秒収録
- 特選！人妻 DVD Dream Vol. 9 (2017年3月1日号)：グラビア「黒と白／並木塔子」pp. 60-64.
- 艶熟SPECIAL VOL. 25 (まちがいさがしファミリー 2016年12月1日増刊)：表紙・巻頭グラビア とらわれた美人妻 並木塔子 pp. 3-5.
- 艶熟SPECIAL VOL. 29 (まちがいさがしファミリー 2017年8月1日増刊)：表紙
- 漫画 人妻の悶え VOL. 8 (ihr HertZ 2016年8月25日増刊)：グラビア「火照った裸体」並木塔子さん pp. 3-5.
- 漫画 奥様のエロス VOL. 6 (ごぶさたな奥さん 2016年11月25日増刊)：グラビア「昼下がりのよろめき」並木塔子さん pp. 3-5.
- 漫画 人妻大官能 VOL. 11 (海王社ムック 2017年6月1日発売)：表紙イラストモデル・グラビア pp. 3-10.
- 漫画 人妻大官能 VOL. 18 (海王社ムック 2018年8月8日発売)：人妻大官能グラビア 並木塔子 pp. 3-６.
- 官能漫画 堕ちた浮気妻 (ミリオンムック37 2017年9月10日発行)：真夏の全裸奥様 暑いから全部脱いじゃった… 並木塔子さん pp. 191-193.
- 漫画 人妻快楽庵 VOL. 12 (ぶんか社ムック 2018年2月11日発行)：人妻快楽庵グラビア① 並木塔子 pp. 3-6.
- CIRCUS MAX (2017年2月号)：完全封入！日本一美しい妖艶妻 並木塔子 誘う人妻 pp.55-58.
- CIRCUS MAX (2017年4月号)：激レア！恍惚未公開カット！ 日本一美しい妖艶妻 並木塔子 pp.27-30.
- 極上人妻DX (奇数月刊：2017年5月号)：2017年3月18日発売 表紙・巻頭グラビア・インタビュー pp. 3-8, 62-65.
- 極上人妻DX (2018年3月号)：2018年1月19日発売 表紙・巻頭グラビア「醒めない白昼夢」pp. 4-8.
- 極上人妻DX (2018年5月号)：2018年3月19日発売 表紙・巻頭グラビア「貴女がいる春」pp. 4-7.
- 乳首を尖らせ悶え喜ぶちっぱい女 (2018年12月20日発行 三和出版)：表紙・巻頭グラビア「気高き品乳」並木塔子 pp. 4-7.
- 人妻ちゃんこ (橘真児、2016年12月18日発行、双葉文庫)：カバーモデル
- 人妻 本当にあったHな話 (2017年7月号)：表紙・巻頭グラビア 特選撮り下ろしスペシャルショット 並木塔子 pp. 5-12.
- 人妻 本当にあったHな話 (2017年9月号)：官能撮り下ろしショット 人妻妖艶グラビア／並木塔子 pp. 121-124.
- 人妻 本当にあったHな話スペシャル (2018年1月18日発行)：人妻グラビア・オール未公開ショットAV女優10名一挙収録！／並木塔子 pp. 115-117.
- 人妻 本当にあったHな話 (2018年9月号)：表紙・巻頭グラビア・連動DVD 撮り下ろしスペシャルショット 並木塔子 pp. 5-12, グラビア撮影風景＆インタビュー8分18秒収録
- 人妻 本当にあったHな話 (2018年11月号)：グラビア 本誌撮り下ろしスペシャルショット「隣の清楚妻」並木塔子 pp. 125-128.
- 隣のドスケベ奥さま (MAZi! 9月20日増刊 エクセレントシリーズ)：表紙
- レズビアンポルノ (ミリオンムック29 ゴールドシリーズ、2017年8月15日発行)：表紙 (三島奈津子と2ショット)
- 溜池ゴローSPECIALベスト (ミリオンムック49 ダイナマイトシリーズ、2017年9月15日発行)：表紙・付録DVD (出演作動画収録)
- 見た目清楚な淫乱妻 (ミリオンムック63 エキサイトシリーズ、2017年9月25日発行)：表紙
- 濡れ透けおしめり妻 (ミリオンムック80 ダイナマイトシリーズ、2017年12月5日発行)：表紙・グラビア pp. 28-29.
- ママ友 マジ交渉 (MAZi! 増刊エクセレントシリーズ、2017年12月13日発売)：表紙
- 人妻夜這い (よろめきSpecial 艶1月31日増刊 プラチナシリーズ、2018年1月31日発行)：表紙・グラビア pp. 5-7.
- 柔肌を狙う夜這い (ミリオンムック40 ダイナマイトシリーズ、2018年2月15日発行)：表紙
- 人妻ぬるぬる絶頂！ (ミリオンムック52 ダイナマイトシリーズ、2018年4月30日発行)：表紙・グラビア p. 27.
- 人妻夜這いSP (ミリオンムック04 プレミアムシリーズ、2018年9月5日発行)：表紙・グラビア p. 66.
- 楽しい熟女体験 (2018年1月1日発行、マイウェイ出版) [345]：表紙・グラビア・インタビュー pp. 3-8, pp. 83-87.
- ベストDVDスーパーライブ (2016年8月号、ブレインハウス)[346]：セックスレスに耐えかね清純熟女がデビュー pp. 64-65.
- ベストDVDスーパーライブ (2017年9月号)：隣人を自ら誘惑する美人妻塔子の真昼の情事 pp. 76-77.
- ベストDVDスーパーライブ (2017年11月号)：上品な中に情欲隠してた塔子が全開淫乱女に pp. 90-91.
- まんが&DVD人妻熟女ざかり (2019年4月号、一水社)[347]：表紙・グラビア pp. 3-5.
- ［副業］ＡＶ女優 ――ふたつの顔を持つ女神たち (寺井広樹／豆あき、2019年4月22日発行、彩図社)[348]：Chapter 7【並木塔子】ただの専業主婦がAVに出てしまうのはわけがある pp. 137-152.
- 特選べっぴん若妻 (2019年6月号、サンデー社)[349]：表紙 (『義理の姉』パッケージ写真)
- プレミア熟女 (2019年8月号、インフォメディア）[350]：表紙
- 新妻発情中！！ (2019年9月号、ブレインハウス）[351]：表紙
- キネマ旬報 (2019年4月上旬号 No.1806)[352]：ピンク映画時評[353]『濡れた愛情　ふしだらに暖めて』 p. 154.
- キネマ旬報 (2019年10月上旬特別号 No.1821)[354]：ピンク映画時評『憂なき男たちよ　快楽に浸かるがいい。』 p. 184.
- キネマ旬報 (2020年11月上旬号 No.1852：インタビュー 並木塔子［女優］ 52-53頁
- 義父の舐め回し禁断介護 (2020年1月10日発行、マイウェイ出版)：表紙
- 実話ナックルズSPECIAL2019秋 (2019年9月17日発売)：いま1番ヌケる厳選13人熟女AV女優たち（論説）pp. 80-81.
- 実話ナックルズ月刊5月号 (2020年3月30日発売)：特別官能インタビュー「これが私のエロい日常」日本一Ｈな専業主婦 並木塔子 pp. 70-71.
- 臨増ナックルズDX vol.21 (2020年5月22日発売)：袋とじグラビア「人妻夜這い」並木塔子さん pp. 59-62. (よろめきSpecial艶2018年1月31日増刊グラビア撮影時のもの)
- 華艶 (2020年6月号、ジーウォーク)：表紙・グラビア p. 6.（共に『義理の姉』宣材）
- 五十路六十路 完熟母性狂い咲き Vol. 2 (2020年6月号、インテルフィン)：表紙 (『母子交尾』パッケージ写真)
- 五十路六十路 完熟母性狂い咲き Vol. 5 (2020年12月号、インテルフィン)：表紙 (舞ワイフ  宣材写真)
- 爛熟女盛り (2020年8月号、サンデー社)：表紙 (『義理の姉』パッケージ写真)
- 爛熟女盛り (2020年12月号、サンデー社)：表紙 (舞ワイフ  宣材写真)

## ネット配信

### デジタル写真集
- JUKUJO～人気熟女Web写真集～並木塔子[355] - XCITY (撮影：篠原潔、2016年8月23日、200ページ)
- 並木塔子　私の知らない妻[356] - 小学館 (撮影：西田幸樹、2018年8月6日、96ページ)
- 熟シャッ！！ 熟女を溺愛するカタチ 並木塔子[357][358] - Kindle版（著者：あめんぼ[359]／WAAP、2019年2月28日、142ページ）
- 並木塔子　私の知らない妻２[115] - 小学館 (撮影：西田幸樹、2019年3月25日、90ページ)
- 義理の姉 並木塔子[360] - プラネットプラス (2019年5月1日、166ページ)
- 中出し不倫旅行 2 デカチン混浴温泉 四十路妻が温泉で濡れる… Episode.01[361] - FANZA (クリスタル映像／TMEプラス、2019年9月21日、232ページ)
- 清楚で真面目な美人妻は義母の罠に堕ちて心も体も汚される 並木塔子 - Kindle版[362] (MAXING美少女写真集、2019年10月18日、156ページ)
- 並木塔子　私の知らない妻３[204] - 小学館 (撮影：西田幸樹、2020年10月5日、97ページ)
- 週刊大衆デジタル写真集NUDE : 9 並木塔子（2021年11月5日、双葉社、98ページ、撮影：篠原潔）
- 悩殺熟女ランジェリーナ2 並木塔子（2023年7月9日、匠芸社、154ページ）
- 並木塔子 ただいまの後で - 小学館（撮影：栗山秀作、2024年4月8日、95ページ）
- 並木塔子写真集 幻影（2025年1月25日、ドラゴンフライブック、88ページ、撮影：斉木弘吉）

### インタビュー
- 【並木塔子ロングインタビュー第1回】 - FANZAニュース (2016年6月6日)
- 【並木塔子ロングインタビュー第2回】 - FANZAニュース (2016年6月13日)
- 【並木塔子ロングインタビュー第3回】 - FANZAニュース (2016年6月20日)
- 【並木塔子ロングインタビュー第4回】 - FANZAニュース (2016年6月27日)

- 性欲を抑えきれずに夫に内緒で決意のAVデビューした奇蹟の美熟女・並木塔子さんが”人妻ツイスター”に挑戦！ - デラべっぴんR (2016年6月29日)
- 人妻美人AV女優・並木塔子さん、まさかの赤ちゃんプレイに本気で恥ずかしがる様子をご覧下さい? - デラべっぴんR (2016年7月1日)
- スケベの天才！美熟女・並木塔子インタビュー - デラべっぴんR (2016年8月14日)
- 菜●緒似のモデル系本物人妻・並木塔子さんプライベートを激白！ - デラべっぴんR (2016年9月9日)
- 秋山祥子がお悩み一刀両断！人妻界のニューカマー・並木塔子さんのマジ悩みをズバリ解決！自分のAVってどういう目線で観たらいいの？色気ってどうやったら出るの？ＡＶ女優同士のリアルトーク！【ギリギリしょうこ-シーズン2-】 - FANZAニュース (2017年2月16日)
- 秋山祥子のお悩み相談所！壁にぶち当たったMOODYZ新人・西宮このみちゃんのマジなお悩みについて親身にお答え！AV女優の恋愛、テクニック上達の秘訣、新人時代のアレコレ……ゲスト回答者は並木塔子ちゃん。【ギリギリしょうこ-シーズン2-】<後編＞ - FANZAニュース (2017年2月20日)
- 溜池ゴロー専属AV女優で「日本一美しいリアル人妻」並木塔子サンにほろ酔いインタビュー＜前編＞ - 東スポ裏通りWEB (2017年6月30日)
- 溜池ゴロー専属AV女優で「日本一美しいリアル人妻」並木塔子サンにほろ酔いインタビュー＜後編＞ - 東スポ裏通りWEB (2017年7月1日)
- マドンナ専属のセクシー女優・並木塔子が『週プレ酒ＢＡＲ』で"清楚な酒クズ"状態に？ - 週プレNEWS［週刊プレイボーイのニュースサイト］(2018年9月7日)
- ＜新春インタビュー＞「お酒を飲みながら2019年の話を聞いていこう！」人妻系美女として大活躍の並木塔子さん＜前編＞ - 東スポ裏通りWEB (2019年1月5日)
- ＜新春インタビュー＞「お酒を飲みながら2019年の話を聞いていこう！」人妻系美女として大活躍の並木塔子さん＜後編＞ - 東スポ 裏通りWEB (2019年1月7日)
- 【人気美熟女優　並木塔子さんインタビュー】『月刊FANZA』名物企画「酒の席」に並木塔子さんが登場！「猫かぶってました（笑）。お話したいことはいっぱいあったんですけど、イメージを守らなくちゃいけないのかなって…」前編[363] - デラべっぴんR (2019年2月10日)
- 【人気美熟女優　並木塔子さんインタビュー】月刊FANZA名物企画「酒の席」に並木塔子さんが登場！「本当にクンニしない男性って多いんですよ! だから物足りなさはありましたね。AVでは当たり前にしてもらえるのはうれしいです」後編[364] - デラべっぴんR (2019年2月11日)
- 【人気美熟女　並木塔子インタビュー】「私、実はそんなにNGがないんです」「フェラも好きなんですが、細いマドラーみたいなものを舐めていると興奮しますね。とにかく、口の中をグリグリされると好きなんですよ」前編[365] - デラべっぴんR (2019年6月15日)
- 【人気美熟女　並木塔子インタビュー】「ちょっとカリが大きめで、大きさもちょっと大きめで。ちょっと反っている。反りすぎてもダメなんです」「酒を飲んだときには、色っぽい感じにならないんですもん（笑）「ウェ～イ！」ってなるから」後編[366] - デラべっぴんR (2019年6月16日)
- 並木塔子　グラビア＆インタビュー[367] - スカパー！アダルト（2019年10月号）
- 【AV女優インタビュー・並木塔子さん】演技力抜群のマルチ熟女女優がスカパー！アダルトに登場！[368] - 夕焼け大衆 (2019年10月6日)
- 【並木塔子緊急インタビュー！】 スカパー! アダルト放送大賞2020熟女女優賞ノミネートの並木塔子がノミネートの心境を語る！[369] - デラべっぴんR (2019年12月26日)
- リアル人妻セクシー女優・並木塔子、夫の理解とファンの熱き想いを胸に熟女女優の頂点へ[370] - メンズサイゾー (2020年1月13日)
- 「これが最後のチャンス…くらいの気持ち」歌うAV女優・並木塔子登場！ピンク映画への感謝、AV人生最高のセックスの記憶、そしてファンへの想い…ほんわか熟女が賞レースをサバイブ!!【特集！スカパー！アダルト放送大賞2020】[371]- XCITY (2020年1月27日)

### LIFE TV
- #3「塔子の数分クッキング１」並木塔子 主婦 並木塔子によるお料理企画 第一弾！ お買い物～一品目完成 (2017年10月2日、YouTube)
- #4「塔子の数分クッキング１‐２」並木塔子 2品目、3品目完成～試食 試食係のゲストは誰？？ (2017年10月16日)
- #10 美味しんぼのメニューを作ってみた！塔子の数分クッキング2 並木塔子 グルメ漫画の金字塔、美味しんぼに登場するメニューを、主婦でもある並木塔子が作ってみます！ (2018年2月21日)
- #11 美味しんぼのメニューを作ってみた！塔子の数分クッキング2‐2 並木塔子 今回はなんとガムを作ります！ (2018年3月4日)
- #12 美味しんぼのメニューを作ってみた！塔子の数分クッキング2‐3　並木塔子×生田みく 第二弾ラスト！ベーコン鍋が完成しました！ 試食係は生田みく！ (2018年3月8日)
- #13 マダム塔子のお悩み相談室①並木塔子×藤川菜緒 マダム塔子が皆様のお悩みをセクシーに解決♡ (2018年4月12日)
- #14 マダム塔子のお悩み相談室②並木塔子 マダム塔子が皆様のお悩みを前回以上にセクシーに解決♡ (2018年4月13日)
- #18 マシュマロ3d＋teamメレンゲ藤川菜緒心霊ドッキリ並木塔子がプロデュース！ アイドルになった藤川菜緒のバラエティ力、リアクション力を並木塔子がドッキリでテストする！ (2018年9月11日)
- #19 お絵描き対決‼①並木塔子×藤川菜緒 セクシー女優、アイドルである2人はいったいどんな絵を描くのか？ (2018年10月1日)
- #20 爆笑‼お絵描き対決‼並木塔子×藤川菜緒② 絵心があるのはどっち？ついに決着！！ (2018年10月5日)
- 並木塔子のいきなり学力テスト☆【ライフTV】 (2020年6月11日)

### ニコニコ生放送
- トイズハートプレゼンツ「ハートの部屋（仮）」（2019年3月20日、ニコニコ生放送）※第53回ゲスト[372][373]
- 【緊急放送】とうこさんのナマ放送[374]（2019年12月26日）
- MCカジ　ゲスト(リモート)　並木塔子さん[375]（2020年7月15日）

### しみけん TV
- 作品販売量1位の彼女がやってきた！[376] (2019年8月25日、YouTube)
- ボトルキャップチャレンジって絶対足でするものなの？[377] (2019年8月29日)

### 範田紗々の『今夜もササごはん』
- 範田紗々の『今夜もササごはん』#26[378] (2020年11月16日、FC2動画)

### はだかいっかん!ーBorn of a womanー
- 工口のクセがスゴい元カレ達！人妻女優、並木塔子がまさかの格好で自転車を運転！聞いた事もない露出指令が[379] (2021年1月15日、YouTube)
- 日本人なら誰もが分かる人妻Ａ〇のあるある探検隊！大人気女優、並木塔子さんが紹介。のりさん太鼓判！[380] (2021年1月19日)
- のりが語る！並木塔子バースデーの見所！80万回超えのドキュメンタリーシリーズ第二弾。[381] (2021年2月11日)
- 80万回再生ドキュメンタリーシリーズ第二弾！今回は並木塔子の「バースデー」女優引退の真相に迫る！[382] (2021年2月12日)
- A〇女優、並木塔子のバースデー。引退の真相を赤裸々に語る。そして並木からある女優へ想いを伝える[383] (2021年2月16日)
- ドキュメンタリーシリーズ、並木塔子「バースデー」の感想。フェイクドキュメンタリーで挑んだ作品の評価は[384] (2021年2月18日)

### NETFLIX
- 全裸監督 シーズン２　第7話、第8話[42] （2021年6月24日）※宣材写真のモデル